# خداناباوری
خداناباوری، بی‌خدایی یا آتئیسم (به انگلیسی: Atheism)، در جامع‌ترین معنا، فقدان باور به وجود خدا یا خدایان است. خداناباوری در معنایی کمتر جامع، رد کردن اعتقاد به وجود داشتن خدا است. در معنایی محدودتر، خداناباوری، یعنی باور به اینکه هیچ خدایی وجود ندارد. خداناباوری، در مغایرت با خداباوری است که خداباوری در عام‌ترین شکل خود، این اعتقاد است که حداقل، یک خدا وجود دارد.
ریشه کلمه آتئیسم به زبان یونانی باستان بازمی‌گردد. در این زبان، کلمه ἄθεος (آتئوس) به معنی «بدون خدا(یان)» برای خوارشماری کسانی که پرستش خدایان مورد قبول جامعه را رد می‌کردند استفاده می‌شد. کلمه آتئیسم با کاربرد کنونی‌اش، برای اولین بار در قرن ۱۶ میلادی به کار گرفته شد؛ پس از رواج آزاداندیشی و شک‌گرایی علمی و در نهایت، نقد ادیان، از این کلمه نیز به‌طور محدودی استفاده شد. برای اولین بار در قرن هجدهم، در جریان عصر روشنگری، افرادی خودشان را علناً آتئیست می‌نامیدند. انقلاب فرانسه و نیز آتئیسم بی‌سابقه‌ای که به همراه آن آمد، نخستین جنبش سیاسی مهم در تاریخ بود که اهدافی نظیر تشکیل جامعه‌ای بر پایه عقل و منطق بشر—در مقایسه با جوامع مبتنی بر دین—را دنبال می‌کرد.
استدلال‌های مطرح‌شده برای آتئیسم، به دسته‌های گوناگونی، همچون استدلال‌های علمی، فلسفی، اجتماعی و تاریخی تقسیم می‌شوند؛ هرچند که استدلال‌های علمی را خداناباوران علمی مطرح می‌کنند که جدا از استدلال‌های دیگر است.دلایل عقلانی که برای عدم باور به خدا(یان) مطرح می‌شود شامل نبود شواهد تجربی برای موجودیت خدا(یان)، برهان شر، برهان وحی‌های متناقض، رد مفاهیمی که قابل ابطال‌پذیری نیستند و برهان اختفای الهی است. به گفته خداناباوران، آتئیسم نسبت به خداباوری، با اصل اختصار تبیین سازگارتر است و چون همه انسان‌ها در زمان تولد به هیچ خدایی باور ندارند، در نتیجه، بار اثبات بر دوش بی‌خدایان نیست که عدم وجود خدا(یان) را اثبات کنند؛ بلکه خداباوران باید دلایل عقلانی برای وجود یک یا چند خدا ارائه کنند. برخی خداناباوران مفهوم «خداناباوری» را بی‌معنی می‌دانند چون در نظرشان باور به وجود خدا آن اندازه غیرمعقول است که لزومی ندارد افراد معقول به خاطر باور نداشتن آن کلمه‌ای برای توصیف خود به کار ببرند، همانطور که کسی خودش را «ناطالع‌بین» یا «ناکیمیاگر» نمی‌خواند. هیچ دیدگاه یکسانی دربارهٔ بی‌خدایی وجود ندارد که برای همه بی‌خدایان، قابل قبول باشد؛ هرچند گروهی از آتئیست‌ها به فلسفه‌های مبتنی بر سکولاریسم، مانند انسان‌گرایی سکولار گرایش دارند.
با توجه به اینکه برداشت‌های مختلفی دربارهٔ آتئیسم وجود دارد، برآورد دقیق جمعیت بی‌خدایان، آسان نیست. ۱۳٪ از کسانی که در نظرسنجی سال ۲۰۱۲ گروه WIN/GIA شرکت داشتند خود را آتئیست معرفی کردند؛ در نظرسنجی همین گروه، در سال‌های ۲۰۱۵ و ۲۰۱۷، به ترتیب، ۱۱ و ۹ درصد آنان اعلام کردند که به وجود خدا(یان) باور ندارند. براساس یک نظرسنجی قدیمی‌تر — که از سوی بی‌بی‌سی انجام شده بود — ۸ درصد جمعیت کره زمین را آتئیست‌ها تشکیل می‌دهند. نظرسنجی‌های قدیمی‌تر دیگر، بی‌خدایان را ۲ درصد جمعیت جهان برآورد کرده‌اند. بر پایه این نظرسنجی‌ها بیشتر بی‌خدایان در اروپا و آسیا زندگی می‌کنند. در سال ۲۰۱۵، ۶۱ درصد مردم چین خود را آتئیست معرفی کردند. بر اساس یک نظرسنجی — که توسط یوروبارومتر انجام شد — در سال ۲۰۱۰ میلادی، ۲۰ درصد ساکنان اتحادیه اروپا ابراز داشتند که به وجود هیچ نوع روح، خدا، یا قدرت برتری باور ندارند که در این میان، فرانسه (۴۰٪) و سوئد (۳۴٪) بیشترین سهم را داشتند.
۲۳ مارس، «روز جهانی آتئیست‌ها» یا «روز جهانی افتخار به آتئیست بودن (Atheist Pride Day)» نام‌گذاری شده است؛ در واقع، این روزی است که آتئیست‌های جهان، احساس یک‌پارچگی می‌کنند.

## واژه‌شناسی
ریشه واژه آتئیسم در زبان انگلیسی، به پیش از قرن پنجمِ قبل از میلاد برمی‌گردد و از واژه یونانی atheos (به یونانی: ἄθεος)، سرچشمه گرفته است که به معنای بیخدا(یان) است. این واژه در گذشته با دلالت ضمنی منفی در نام بردن از کسانی به کار رفته که به خدایانی بی‌باور می‌شدند که در جامعه، در سطح گسترده، مورد پرستش قرار می‌گرفته‌اند. با گسترش آزادی اندیشه و پرسش‌گری شک‌گرایانه و در پی آن، انتقادات روزافزون از دین، کاربرد این اصطلاح، محدودتر و هدفمند شد. نخستین افرادی که به‌طور رسمی، خود را با واژه «بی‌خدا» تعریف می‌کردند، در قرن هجدهم بودند.

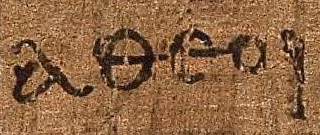
واژه یونانی αθεοι (آتئوی) که در نامه به افسسیان (۲:۱۲) در اوایل سده ۳ میلادی به چشم می‌خورد. این واژه معمولاً به صورت «[افراد] بدون خدا» ترجمه شده است.

در یونان باستان صفت آتئوس (ἄθεος) به معنی بیخدا(یان) بود. استفاده اولیه این واژه تقریباً بار سرزنشی به معنی بی‌دینی یا خدانشناسی داشت. در سده ۵ پیش از میلاد، این واژه کاربرد خاص‌تری یافت که به معنی قطع روابط با خدایان یا انکار وجود خدایان بود. ترجمه مدرن آتئوس بیشتر معنی «بی‌خدایانه» می‌دهد. به عنوان اسم انتزاعی ἀθεότης (آتئوستس) برابر بی‌خدایی است. سیسرون این واژه را از یونانی به لاتین به صورت atheos نویسه‌گردانی کرد. این واژه در منازعه‌های میان مسیحیان اولیه و هلنیست‌ها استفاده فراوان داشت که هر کدام از دو گروه به عنوان صفتی تحقیرآمیز، دیگری را به آن متهم می‌کرد.
بی‌خدا برای اولین بار در فرانسوی به صورت athée پیش از atheism انگلیسی به معنی «کسی که منکر یا ناباور به وجود خداست» در ۱۵۶۶ مورد استفاده قرار گرفت. آتئیست (بی‌خدا) به عنوان برچسبی برای عمل بی‌خدایانه از اوایل ۱۵۷۷ به‌کار رفته است. واژه آتئیسم در انگلیسی از فرانسوی athéisme گرفته شده که نخستین بار در ۱۵۸۷ در انگلیسی هم به‌کار رفته است. واژگان مشابه آن ساخته شدند، برای مثال واژگان دئیست در ۱۶۲۱، تئیست در ۱۶۶۲، دئیسم در ۱۶۷۵ و تئیسم در ۱۶۷۸ به وجود آمدند. واژه تئیسم (خداباوری) در تضاد با دئیسم (دادارباوری) به‌کار می‌رفت.
کارن آرمسترانگ می‌نویسد «در سده‌های ۱۶ و ۱۷، واژه آتئیست هنوز به‌طور انحصاری به مفهوم جدل‌آمیز به کار می‌رفت… واژه آتئیست یک توهین تلقی می‌شد و هیچ‌کس خوابش هم نمی‌دید که خود را آتئیست بنامد.» در اواسط سده ۱۷ هنوز تصور می‌شد که عدم باور به خدا غیرممکن است.
از واژه آتئیسم (بی‌خدایی) برای توصیف عقیده‌های خود، اولین بار در اواخر سده ۱۸ در اروپا استفاده شد و به‌طور خاص برای بی‌اعتقادی به خدای توحیدی ادیان ابراهیمی بود. در سده ۲۰، جهانی‌شدن به گسترش مفهوم این واژه به ناباوری به تمام خدایان کمک کرد؛ هر چند آتئیسم، هنوز در جامعه غربی، به‌طور ساده به مفهوم «بی‌باوری به خدا» است.

## تعاریف و تمایزها

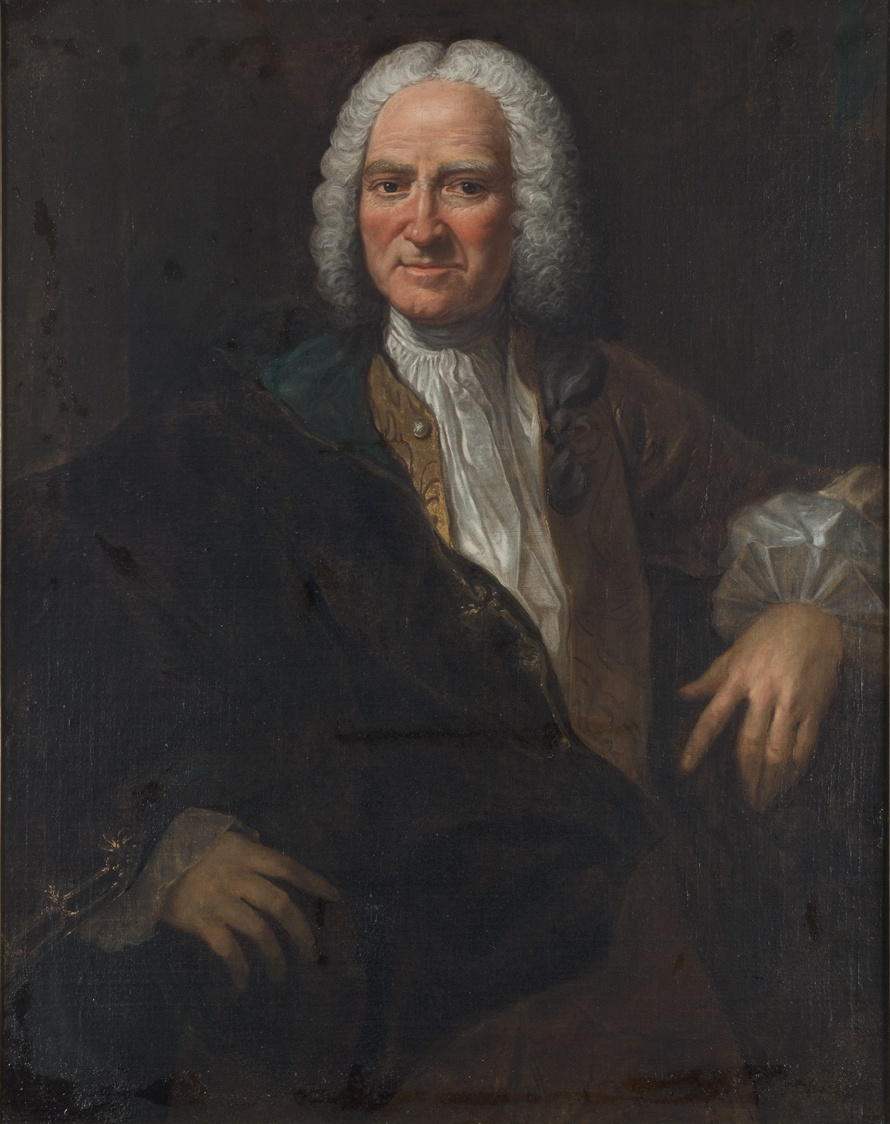
بارون دولباخ به دلیل بی خدایی و نقد دین معروف شد.

نویسندگان در مورد بهترین تعریف و طبقه‌بندی برای خداناباوری با هم اختلاف نظر دارند، دربارهٔ اینکه چه موجودات فراطبیعی باید به عنوان یک خدا در نظر گرفته شوند، آیا خداناباوری خود نوعی فلسفه یا صرفاً فقدان آن است و آیا نیازمند رد آگاهانه و صریح است، سوالاتی طرح شده است. بی‌خدایی سازگار با ندانم‌گرایی دانسته شده است
 و همچنین در تقابل با آن در نظر گرفته شده است. دسته‌بندی‌های مختلفی برای تمایز اشکال بی‌خدایی وجود دارد.

### محدوده
یکی از دلایلی که بر سر تعریف بی‌خدایی ابهام و اختلاف وجود دارد نبودن تعاریف مورد توافق عام دربارهٔ واژگانی چون الهه و خدا است. کثرت و تنوع مفاهیم خدا و الوهیت‌ها منجر به نظرات مختلف دربارهٔ تعریف بی‌خدایی شده است. برای مثال، رومیان باستان، مسیحیان را متهم به بی‌خدایی می‌کردند زیرا مسیحیان، خدایان آن‌ها را نمی‌پرستیدند. به تدریج، اینطور استفاده از دور خارج شد، زیرا خداباوری به عنوان باوری فراگیر برای هر نوع باور به الوهیت به‌کار رفت.
با توجه به طیف وسیعی از پدیده‌هایی که رد می‌شوند، بی‌خدایی می‌تواند تقابل با هر چیزی چون وجود یک خدا، وجود هر گونه مفاهیم معنوی، فراطبیعی یا متعالی در باورهایی چون بودیسم، هندوئیسم، جینیسم و تائویسم را شامل شود.

### صریح و ضمنی
تعاریف بی‌خدایی، بسته به درجه اهمیتی که فرد برای ایده خدایان قائل می‌شود تا بی‌خدا محسوب گردد، متفاوت است. گاهی، بی‌خدایی به سادگی نبود اعتقاد به وجود خدایان تعریف می‌شود. چنین تعریف گسترده‌ای، نوزادان و کسانی که تا به‌حال در معرض ایده‌های خداباورانه قرار نگرفته‌اند را شامل می‌شود. در سال ۱۷۲۲، بارون دولباخ در این باره گفته است «تمام کودکان بی‌خدا متولد می‌شوند؛ هیچ ایده‌ای نسبت به خدا ندارند.». به‌طور مشابه، جرج اچ. اسمیت (۱۹۷۹) اظهار کرد که «انسانی که با خداباوری آشنا نشده باشد بی‌خدا است زیرا به وجود خدا اعتقاد ندارد. این دسته‌بندی کودکانی که ظرفیت درک موضوع را داشته باشند ولی تابه‌حال از این مسائل بی‌اطلاع بوده‌اند را هم شامل می‌شود. این حقیقت که چنین کودکی به خدا اعتقاد ندارد او را واجد شرایط بی‌خدا بودن می‌کند.» اسمیت برای توضیح این مسئله اصطلاح بی‌خدایی ضمنی را ابداع کرده است که اشاره به «فقدان عقیده خداباورانه بدون رد آگاهانه آن» دارد و اصطلاح بی‌خدایی صریح را برای تعریف مفهوم عام‌تر ناباوری آگاهانه به‌کار برده است. ارنست نیگل با این دسته‌بندی بی‌خدایی اسمیت که آن را «فقدان خداباوری» دانسته مخالفت کرده است، و تنها بی‌خدایی صریح را «بی‌خدایی» به معنای واقعی دانسته است. گراهام آپی آن‌هایی که به دلیل فقدان هرگونه درک از چیستی یک خدا، هرگز با این سؤال روبرو نشده‌اند را «مبرایان» نام نهاده است. به گفته آپی، نوزادان یک‌ماهه، بیماران دچار به زوال عقل یا افرادی که دچار آسیب مغزی شده‌اند، هم در این گروه قرار می‌گیرند.

### مثبت و منفی
فیلسوفانی چون آنتونی فلو و مایکل مارتین تمایزی میان بی‌خدایی مثبت (قوی/سخت) و بی‌خدایی منفی (ضعیف/نرم) قائل شده‌اند. بی‌خدایی مثبت، تأکید صریح و روشن این است که خدایان وجود ندارند. بی‌خدایی منفی تمام انواع دیگر نا-خداباوری را شامل می‌شود. بر اساس این دسته‌بندی، هر کسی که خداباور نیست یا بی‌خدای مثبت است یا منفی. اصطلاحات قوی و ضعیف جدید هستند، درحالیکه اصطلاحات منفی و مثبت منشأ قدیمی‌تری دارند، و به معنای کمی متفاوت در ادبیات فلسفی و متکلمان کاتولیک به کار رفته‌اند. بر اساس این مرزبندی بی‌خدایی، اکثر ندانم‌گرایان بی‌خدا به‌شمار می‌آیند.
با اینکه برای مثال، فیلسوفانی چون مارتین، ندانم‌گرایی را منتهی به بی‌خدایی منفی می‌دانند، برخی ندانم‌گرایان دیدگاه خود را متفاوت از بی‌خدایی دانسته و بی‌خدایی را موجه‌تر از خداباوری یا بی‌نیاز به اعتقاد راسخ همچون آن نمی‌دانند. گاهی این ادعا که داشتن دانش دربارهٔ وجود یا عدم وجود خدا غیرقابل دسترس است بیانگر این دانسته شده که بی‌خدایی چون خداباوری نیازمند جهش ایمانی است. پاسخ‌های رایج بی‌خدایان به این مدعی این است که گزاره‌های اثبات نشده ایمانی همان میزان از ناباوری را می‌طلبند که هر گزاره اثبات‌نشده دیگری می‌طلبد، و همچنین اثبات‌ناپذیری وجود خدا به این مفهوم نیست که احتمال وجود و عدم وجود خدا یکسان است. در این باره، فیلسوف استرالیایی، جی. جی. سی. اسمارت استدلال می‌کند «شاید گاهی کسی که در حقیقت بی‌خدا است خود را عمیقاً ندانم‌گرا بداند، به دلیل اینکه یک شک‌گرایی فلسفی تعمیم‌یافتهٔ غیرمنطقی ممکن است مانع این شود که ما بگوییم، به جز حقایق ریاضی و منطق صوری، در واقع هیچ چیز دیگری را حقیقتاً نمی‌دانیم.» در نتیجه، برخی نویسندگان بی‌خدا از جمله ریچارد داوکینز ترجیح می‌دهند میان دیدگاه خداباور، ندانم‌گرا و بی‌خدا در یک طیف احتمال خداباورانه تفاوت قائل شوند.

### تعریف به عنوان غیرممکن یا غیرضروری
تا قبل از سده هجدهم، وجود خدا به اندازه ای در جهان غرب پذیرفته شده بود که حتی احتمال امکان وجود بی‌خدایی واقعی زیر سؤال بود. این عقیده که نظریه فطرت خوانده می‌شود بر آن است که تمام افراد از زمان تولد به خدا اعتقاد دارند؛ و اگر کسی خود را بی‌خدا می‌داند، در واقع تنها در حالت انکار وجود خداست.
همچنین موضع دیگری وجود دارد که معتقد است بی‌خدایان در شرایط سخت به سرعت خداباور می‌شوند یا در بستر مرگ به خدا ایمان می‌آورند. ضرب‌المثل‌هایی از جمله در سنگرها بی‌خدایی نیست به همین مسئله اشاره دارند. با این حال، نمونه‌هایی برخلاف چنین ادعاهایی وجود داشته‌اند، از جمله مواردی که در واقع «بی‌خدایان در سنگرها» حضور داشته‌اند.
برخی بی‌خدایان خود واژه بی‌خدایی را غیرضروری می‌دانند. سم هریس در کتاب نامه‌ای به ملت مسیحی نوشته است:

در واقع، بی‌خدایی واژه‌ای است که نباید وجود داشته باشد. هیچ‌کسی نیازی ندارد که خود را ناطالع‌بین یا غیرکیمیاگر بنامد. ما برای کسانی که شک دارند که هنوز الویس زنده است یا فضایی‌ها کهکشان‌ها را طی کرده‌اند تا دامداران و گله آن‌ها را دستمالی کنند، واژه اختصاصی نداریم. بی‌خدایی چیزی نیست به جز صداهایی که افراد معقول در مقابل باورهای ناموجه دینی بروز می‌دهند.

## مفاهیم
منبع ناخشنودی انسان، جهل او نسبت به طبیعت است. لجاجتی که او با عقیده‌های کورکورانه با بی‌خردی در هم می‌کشد، که با تار و پود وجود او آمیخته، پیامدش تعصبی است که ذهن‌اش را فرامی‌گیرد، جلوی رشدش را گرفته، و او را برده تخیل می‌کند، به نظر می‌آید که او به اشتباه دائمی محکوم گشته است.— دولباخ، سیستم طبیعت

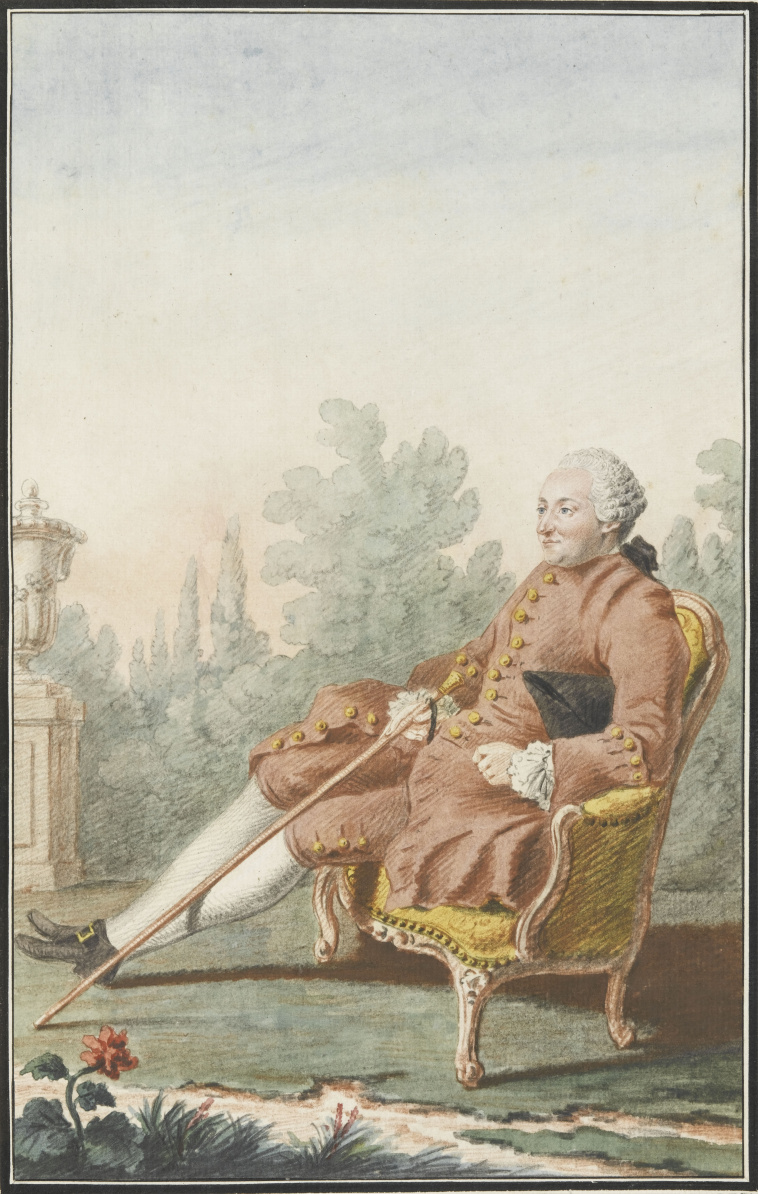
پل آنری دیتریش، بارون دولباخ مدافع بی‌خدایی در سده ۱۸ام.

گسترده‌ترین تقسیم‌بندی میان انواع بی‌خدایی، نوع عملی و نظری آن است.

### بی‌خدایی عملی
در بی‌خدایی عملی یا پرگماتیک، همچنین اپاتئیسم (خدانامهم‌دانی) نامیده شده است، افراد طوری زندگی می‌کنند که انگار هیچ خدایی وجود ندارد و پدیده‌های طبیعی را بدون توسل به الهیات توضیح می‌دهند. طبق این جهان‌بینی وجود خدایان رد نمی‌شود ولی غیرضروری یا بیهوده تلقی می‌شود؛ خدایان نه دلیلی برای زندگی ارائه می‌دهند، و نه در زندگی روزمره تأثیری دارند. گونه‌ای از بی‌خدایی عملی که در جامعه علمی وجود دارند طبیعت‌گرایی متافیزیکی است - «فرض ضمنی یا اتحاد طبیعت‌گرایی فلسفی در روش علمی با یا بدون قبول یا پذیرش کامل آن.»
بی‌خدایی عملی اشکال متفاوتی به خود می‌گیرد:
- عدم انگیزه دینی - اعتقاد به خدایان عمل اخلاقی، عمل دینی یا هر نوع عمل دیگری برنمی‌انگیزد؛
- حذف فعال مشکل خدایان و دین از پیگیری‌های فکری و عملی؛
- بی‌تفاوتی - نبود هیچ‌گونه علاقه به موضوع خدایان یا دین؛ یا
- بی‌اطلاعی از مفهوم خدایان.[۷۹]

### بی‌خدایی نظری

#### عدم نیاز به اقامه برهان
در طول قرن‌ها، فلاسفهٔ خداباور، دلایلی برای اثبات وجود خدا آورده‌اند. اکثر این دلایل به چهار ردهٔ اصلی هستی‌شناسی، کیهان‌شناسی، غائی و اخلاقی تقسیم می‌شوند. به‌طور کلی، بی‌خدایان بر این باورند که این دلایل رد شده‌اند. در دوره معاصر، برخی فلاسفه خداناباور چون برتراند راسل ارائه برهان در اثبات عدم وجود خدا را اصولاً ناممکن دانستند، و اشیای موهومی را مثال آوردند که رد کردنشان ممکن نیست، اما این ردناپذیری باعث نمی‌شود که باور به وجودشان موجه باشد. راسل در مقام تمثیل از اصطلاح قوری چای سماوی بهره جست. با استقبال از مفهوم قوری آسمانی، اژدها در گاراژ من توسط کارل سیگن، و هیولای اسپاگتی پرنده به وسیله بابی هندرسون مطرح شدند.
اما گروهی که از یک سو نظر راسل را مطلوبشان دیدند، و از سوی دیگر بی علاقه به ارائه برهان برای بی‌خدایی هم نبودند، درصدد جمع این دو خواسته برآمدند؛ و به این ترتیب اسب تک‌شاخ صورتی نامرئی زاده شد. اسبی که هرچند موهومی است، و بی اعتقادی به آن دلیل و برهان نیاز ندارد، اما به دلیل خود-متناقض بودن، قابل رد است. بر این اساس پلی میان تمثیل راسل و براهین منطقی اثبات عدم وجود خدا زده شد.

#### برهان‌های وجودی
بی‌خدایی نظری (یا تئوریک) به اقامه برهان‌های صریح علیه وجود خدایان می‌پردازد، و به برهان‌های رایج خداباورانه مانند برهان نظم و شرطبندی پاسکال پاسخ می‌دهد. بی‌خدایی نظری معمولاً یک هستی‌شناسی است، به‌طور دقیق‌تر یک هستی‌شناسی فیزیکی.
تا کنون هیچ‌کدام از این برهان‌ها، قادر به اثبات خداوند نبوده‌اند.

#### برهان‌های معرفت‌شناختی
بی‌خدایی معرفت‌شناختی استدلال می‌کند که مردم نمی‌توانند وجود خدا را بدانند یا تعیین کنند. پایه بی‌خدایی معرفت‌شناختی ندانم‌گرایی است، که اشکال مختلف به خود می‌گیرد. در فلسفه حلول، خدا از جهان جدایی‌پذیر نیست، از جمله از ذهن فرد، و خودآگاهی هر فرد به این سوژه قفل شده است. طبق این‌گونه ندانم‌گرایی، محدودیت دیدگاه، مانع هر گونه استنتاج عینی از باور به خدا به موضوع موجودیت خدا می‌شود. ندانم‌گرایی خردگرایانه کانت و روشنگری تنها دانشی که از عقلانیت آدمی سرچشمه گرفته باشد می‌پذیرند؛ این‌گونه بی‌خدایی بر این است که از نظر اصولی خدایان شناخت‌پذیر نیستند و در نتیجه نمی‌توان به وجودشان پی برد. شک‌گرایی، بر اساس ایده‌های هیوم ادعا می‌کند که قطعیت دربارهٔ هر موضوعی غیرممکن است، بنابراین فرد نمی‌تواند به‌طور قطع بداند که خدا وجود دارد یا ندارد. هرچند، او بر این عقیده بود که چنان مفاهیم متافیزیکی غیرقابل مشاهده‌ای بایستی به عنوان «سفسطه و توهم» رد شوند. تخصیص ندانم‌گرایی به بی‌خدایی مورد مناقشه است، و طبق برخی نظرات می‌تواند جهان‌بینی جداگانه‌ای محسوب گردد.
دیگر برهان‌های بی‌خدایی که می‌توان تحت عنوان‌های معرفت‌شناختی و هستی‌شناختی دسته‌بندی کرد، پوزیتیویسم منطقی و خداناشناس‌دانی است، که واژگان پایه‌ای چون «خدا» و عباراتی چون «خدا قادر مطلق است» را بدون معنی یا غیرمفهوم می‌دانند. ناشناخت‌گرایی الهیاتی، بر این باور است که عباراتی چون «خدا وجود دارد» بیانگر گزاره خاصی نیستند، و پوچ و بدون معنی شناختی هستند. استدلال شده که چنین افرادی هم در اشکال مختلف بی‌خدایی و هم ندانم‌گرایی قرار می‌گیرند. فیلسوفان ای.جی. آیر و تئودور ام. درینج هر دو دسته را رد می‌کنند، و معتقدند هر دو گروه (بی‌خدا و ندانم‌گرا) اینکه «خدا وجود دارد» یک گزاره مفهوم است را می‌پذیرند؛ و در عوض ناشناخت‌گرایی را در یک دسته به‌طور جداگانه طبقه‌بندی می‌نمایند.

#### برهان‌های متافیزیکی
بی‌خدایی متافیزیکی شامل تمام دکترین‌هایی است که معتقد به یگانه‌انگاری متافیزیکی (همگنی واقعیت) هستند. بی‌خدایی متافیزیکی ممکن است: الف) مطلق باشد -که انکار صریح وجود خدا و وابسته به یگانه‌انگاری ماده‌باور (تمام گرایش‌های ماده‌گرا از دوران کهن تا عصر حاضر) است. ب) انکار ضمنی خدا در تمام فلسفه‌هایی که، ضمن اینکه وجود یک مطلق را می‌پذیرند، معتقدند چنین مطلقی ویژگی‌هایی که به یک خدا نسبت داده می‌شود ندارد: از جمله تعالی، کاراکتر شخصیتی و یگانگی. بی‌خدایی نسبی با یگانه‌انگاری ایدئالیستی (همه‌خدایی، خدافراگیردانی، دادارباوری) پیوند داده شده است.

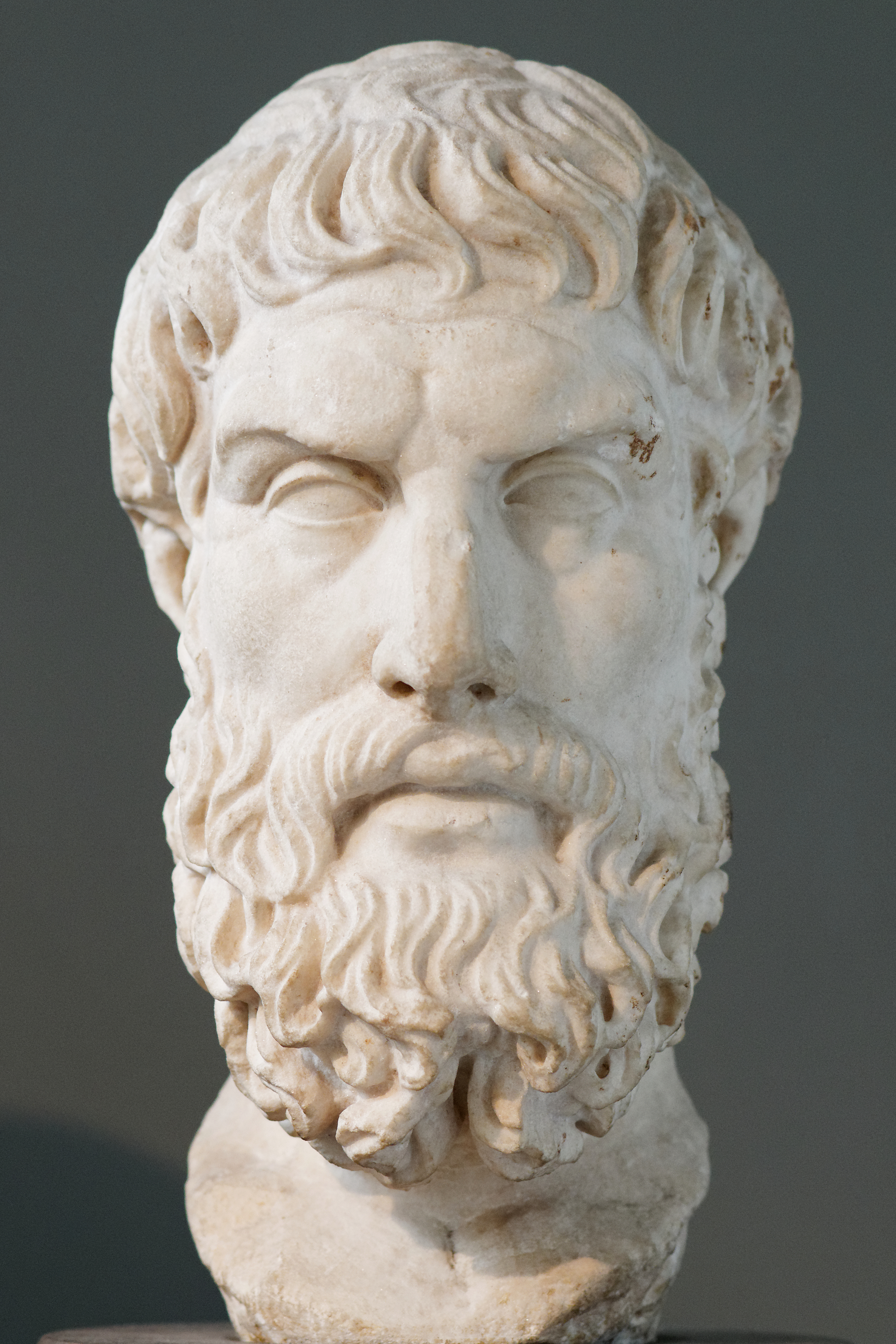
اپیکور به عنوان اولین واضع مسئله شر شناخته شده است. دیوید هیوم در گفتگوها در باب دین طبیعی (۱۷۷۹) از اپیکور نقل می‌کند که در یک سری پرسش‌ها عنوان می‌کند:
«آیا خداوند مایل به جلوگیری از بدی هست، اما نمی‌تواند؟ پس او قادر مطلق نیست. آیا او قادر است، اما مایل نیست؟ پس او بدخواه است. آیا او هم قادر و هم مایل است؟ پس او مبدأ شر است. آیا او نه قادر و نه مایل است؟ پس چرا او را خدا بنامیم؟»

### برهان‌های منطقی
بی‌خدایی منطقی بر این است که انواع مفاهیم خدا مثل خدای شخص‌وار مسیحیت دارای ویژگی‌های منطقاً غیرممکن هستنند. این‌گونه بی‌خدایان براهین قیاسی علیه وجود خدا اقامه می‌کنند، که مدعی‌اند بین برخی ویژگی‌های خدا ناسازگاری وجود دارد؛ مانند کمال، مقام خالق، تغییرناپذیری، علم لایتناهی، حضور در همه جا، قادر مطلق، خیرخواهی مطلق، تعالی، شخص‌وارگی، غیر فیزیکی بودن، عدالت و رحمت.
بی‌خدایان تئودسی بر این باورند که جهان نمی‌تواند با ویژگی‌هایی که معمولاً به خدا یا خدایان توسط الهی‌دانان نسبت داده شده سازگار باشد. آن‌ها استدلال می‌کنند که یک خدای عالم مطلق، قادر مطلق و خیرخواه مطلق با جهانی که در آن شر و درد و رنج وجود دارد و مهر الهی از بسیاری افراد پنهان است هم‌خوانی ندارد. برهان‌های مشابهی به گوتاما بودا بنیان‌گذار بودیسم، اپیکور، هیوم و دیگران نسبت داده شده است. موارد دیگری همچون برهان طراحی ضعیف و برهان وحی‌های متناقض را نیز می‌توان کم و بیش در این حوزه دانست.

### روایت‌های تقلیل گرایانه از دین
فیلسوفانی مانند لودویگ فویرباخ و زیگموند فروید استدلال کرده‌اند که خدا و دیگر باورهای دینی اختراعات انسانی هستند، که برای پرکردن انواع نیازها و خواسته‌های روان‌شناختی و احساسی ساخته شده‌اند. این دیدگاه بودایی‌ها هم هست. کارل مارکس و فریدریش انگلس که تحت تأثیر کارهای فویرباخ بودند، استدلال کردند اعتقاد به خدا و دین کارکردهای اجتماعی دارند، و توسط کسانی که قدرت را در دست دارند برای کنترل قشر کارگر استفاده می‌شوند. بر اساس میخائیل باکونین، «ایده خدا به معنی کناره‌گیری عقل انسان و عدالت اوست؛ و در سلب آزادی بشر قاطع‌ترین است، و لزوماً در تئوری و عمل به بردگی بشر می‌انجامد.» او کلام قصار معروف ولتر که اگر خدا نبود باید آن را اختراع می‌کردیم، برعکس نمود و عنوان کرد: «اگر خدا واقعاً وجود دارد، باید او را برکنار کنیم.»

## فلسفه‌های بی‌خدا
بی‌خدایی ارزش‌شناختی یا سازنده، وجود خدا را به نفع «مطلقیت والاتر» مثل انسانیت رد می‌کند. اینگونه از بی‌خدایی حامی انسانیت به عنوان سرچشمه مطلق اخلاقیات و ارزش‌هاست، و به افراد اجازه می‌دهد که مشکلات را بدون توسل به خدا حل نمایند. برخلاف این دیدگاه، یکی از انتقادهای رایج از بی‌خدایی این بوده است که -انکار وجود خدا منجر به نسبی‌گرایی اخلاقی می‌شود، و در نتیجه ما را بدون بنیاد اخلاقی باقی می‌گذارد، یا اینکه منجر به زندگی بی‌معنی و تیره‌روز می‌گردد. بلز پاسکال در کتاب تأملات خود برای این دیدگاه استدلال کرده است.
فیلسوف فرانسوی ژان پل سارتر خود را به عنوان نماینده‌ای برای «اگزیستانسیالیسم بی‌خدا» معرفی نمود. او کمتر نگران رد وجود خدا بود و بیشتر درصدد این بود که «انسان نیاز دارد… خود را بازیابد و درک کند که هیچ چیزی نمی‌تواند او را از خودش نجات دهد، حتی اثبات معتبر وجود خدا.» سارتر گفته است که نتیجه فرعی بی‌خدایی او این است که «اگر خدا وجود ندارد، حداقل یک موجود وجود دارد که در او وجود بر ماهیت مقدم است، موجودی که قبل از اینکه توسط هیچ مفهومی تعریف شود وجود دارد… این موجود انسان است.» پیامد عملی این شکل از بی‌خدایی توسط سارتر اینطور بیان شده که چون هیچ قانون پیشینی یا ارزش مطلقی برای استناد در مورد آنچه در رفتار انسان حاکمیت دارد وجود ندارد، انسان‌ها «محکوم» هستند تا آن را برای خودشان بسازند، و از این لحاظ «انسان» مسئول مطلق هر کاری است که انجام می‌دهد.

## بی‌خدایی، دین و اخلاقیات

### ارتباط با جهان‌بینی‌ها و رفتار اجتماعی
جامعه‌شناس فیل زاکرمن با تحلیل تحقیقات علوم اجتماعی در مورد سکولاریته و ناباوری، به این نتیجه رسیده است که رفاه اجتماعی با بی‌دینی ارتباط مستقیم دارد. نتایج او، به ویژه در مورد بی‌خدایی در ایالات متحده به این صورت است:
- در مقایسه با افراد مذهبی در آمریکا، «بی‌خدایان و افراد سکولار» کمتر ملی‌گرا، متعصب، یهودستیز، نژادپرست، جزم‌گرا، قوم‌گرا، ذهن بسته و اقتدارگرا هستند.
- در ایالت‌های آمریکا که بیشترین میزان بی‌خدا را دارند میزان قتل کمتر از حد متوسط است. در ایالت‌هایی که بیشترین میزان مذهبی‌ها را دارند میزان قتل بیشتر از حد متوسط است.[۹۷][۹۸]

### بی‌خدایی و بی‌دینی

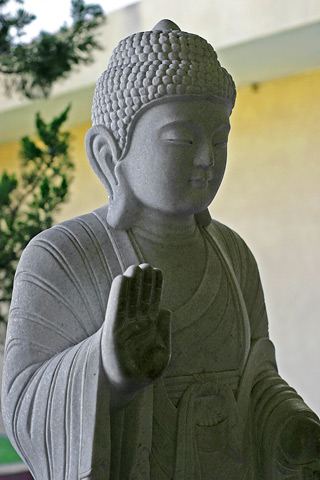
به خاطر عدم حضور خدای خالق در بودیسم، معمولاً آیینی خداناباور توصیف می‌شود.

افراد بی‌خدا معمولاً بی‌دین در نظر گرفته می‌شوند، ولی برخی فرقه‌ها در داخل ادیان بزرگ هم وجود خدای شخص‌وار و خالق را رد می‌کنند. در سال‌های اخیر، برخی فرقه‌های مذهبی خاص شاهد افزایش شمار پیروان آشکارا بی‌خدا شده‌اند، از جمله بی‌خدایی یهودی یا اومانیستی و بی‌خدایی مسیحی.
بی‌خدایی مثبت، در دقیق‌ترین تعریف، متضمن هیچ باوری خارج از عدم باور به خدا نیست؛ به عنوان مثال؛ بی‌خدایان می‌توانند اعتقادات معنوی مختلف داشت باشند. به همین دلیل، بی‌خدایان ممکن است باورهای اخلاقی مختلف داشته باشند، طیف گسترده‌ای از جهانی‌گرایی اخلاقی در انسان‌گرایی که معتقد است کدهای اخلاقی بایستی به‌طور یکنواخت برای تمام انسان‌ها صدق کنند، تا پوچ‌گرایی اخلاقی که معتقد است اخلاقیات بی‌معنی است، را در بر می‌گیرند.
فیلسوفانی چون ژرژ باتای، اسلاوی ژیژک و الن دو باتن استدلال نموده‌اند که بی‌خدایان باید به عنوان عملی جسورانه، دین را باز پس بگیرند، دقیقاً به این علت که دین بدون ضمانت در انحصار خداباوران قرار نداشته باشد.

### فرمان الهی در مقابل اخلاقیات
اگرچه طبق بدیهی گرایی فلسفی معمای ائوتوفرون افلاطون، نقش خدایان در تعیین خوب و بد، غیرضروری و اختیاری دانسته شده، این برهان که اخلاقیات باید ناشی از خدا باشد و اخلاقیاتی که از خدا حاصل نشده باشد نمی‌تواند وجود داشته باشد، یکی از بحث‌های دائمی فلسفی و سیاسی بوده است. احکام اخلاقی مثل «قتل بد است» به عنوان قوانین الهی تلقی می‌شوند، که نیازمند قاضی و قانون‌گذار الهی است. اگرچه، بسیاری از بی‌خدایان استدلال می‌کنند که درنظرگرفتن اخلاقیات به صورت قانونی یک مقایسه نادرست است، و اخلاقیات رابطه‌ای مثل رابطه میان قانون و قانون‌گذار ندارد. فریدریش نیچه معتقد به اخلاقیات مستقل از خداباوری بود، و اظهار نمود که اخلاقیات مبتنی بر خدا «حقیقتی دربردارد تنها اگر خدا حقیقی باشد - با توجه به [بودن یا نبودن] ایمان به خدا می‌ایستد یا فرو می‌ریزد.»
سیستم‌های اخلاقی هنجاری وجود دارند که نیازمند اصول و قواعد رسیده از جانب خدا نیستند. از جمله آنها، اخلاق فضیلت‌گرا، قرارداد اجتماعی، اخلاق کانتی، فایده‌گرایی و عینی‌گرایی هستند. سم هریس، نسخه اخلاقی (قانون‌سازی اخلاقی) پیشنهاد داده که در آن این تنها یک مسئله فلسفی نیست، بلکه می‌تواند به صورت معنی‌داری توسط علم اخلاق صورت گیرد. هر نوع سیستم علمی اینچنینی بایستی به نقدهای مغالطه طبیعت‌گرایانه نیز پاسخگو باشد.
فیلسوفانی چون سوزان نیمن و جولیان بگینی مدعی‌اند رفتار کردن اخلاقی تنها به خاطر دستور الهی به معنای واقعی رفتار اخلاقی نیست، بلکه تنها اطاعت کورکورانه است. بگینی استدلال می‌کند که بی‌خدایی پایه و اساس بهتری برای اخلاقیات دارد، زیرا پایه اخلاقی خارج از دستورهای دینی برای ارزیابی دستورهای اخلاقی لازم است -برای اینکه برای مثال قادر به تشخیص باشیم که «نباید دزدی کرد» غیراخلاقی است حتی اگر دستورهای دینی فرد به او نیاموزند- و در نتیجه، بی‌خدایان این مزیت را دارا هستند که بیشتر متمایل به چنین ارزیابی‌هایی هستند. فیلسوف معاصر بریتانیایی، مارتین کوهن نمونه‌های تاریخی شکنجه و برده‌داری که توسط کتاب مقدس تأیید می‌شده‌اند را ذکر نموده و نتیجه‌گیری کرده که دستورهای دینی پیرو رسوم سیاسی و اجتماعی هستند نه برعکس آن. او همچنین اشاره می‌کند که این مسئله در فیلسوفانی که به ظاهر بی‌طرف و عینی هستند نیز وجود دارد.

### خطرهای دین
برخی بی‌خدایان صاحب‌نام از جمله برتراند راسل، کریستوفر هیچنز، دنیل دنت، سم هریس و ریچارد داوکینز، با استناد به آنچه جنبه‌های مضر آموزه‌ها و اعمال دینی می‌دانند به انتقاد از ادیان پرداخته‌اند. معمولاً بی‌خدایان به مباحثه با مدافعان دین پرداخته، و بر سر این که آیا ادیان منفعت خالصی برای افراد و جامعه دارند، بحث می‌کنند.
یکی از برهان‌هایی که دین را مضر می‌داند توسط بی‌خدایانی چون سم هریس ارائه می‌شود که معتقدند، تکیه ادیان غربی بر روی حاکمیت الهی منجر به اقتدارگرایی و دگماتیسم می‌شود. بی‌خدایان همچنین به داده‌هایی استناد می‌کنند که بیانگر ارتباطی میان بنیادگرایی دینی و دین بیرونی (وقتی دین به خاطر منافع پنهان به‌کار می‌رود) و اقتدارگرایی، جزم‌گرایی و تعصب است. اینطور استدلال‌ها، در کنار رویدادهای تاریخی به عنوان شواهدی برای خطرات دین مانند جنگ‌های صلیبی، تفتیش عقاید، تعقیب جادوگران، حمله‌های تروریستی و غیره ذکر می‌شوند و از آن‌ها به عنوان پاسخی به کارکردهای مثبت دین استفاده می‌شود. در پاسخ به این اتهام‌ها، مؤمنان از بی‌خدایی دولتی در نقاطی چون شوروی و کشتارهای دسته‌جمعی آن‌ها مثال می‌آورند. در پاسخ به این، بی‌خدایانی چون سم هریس و ریچارد داوکینز اظهار می‌کنند، که جنایات آن رژیم‌ها نه به علت بی‌خدایی بلکه به خاطر پیروی از مارکسیسم جزم‌گرا بوده است، و هرچند افرادی چون استالین و مائو بی‌خدا بوده‌اند ولی اعمال‌شان را به نام بی‌خدایی انجام نداده‌اند.

## تاریخ
اگرچه اصطلاح بی‌خدایی ریشه در سده ۱۶ در فرانسه دارد، ایده‌هایی که امروزه بتوان آن‌ها را بی‌خدایانه دانست از دوره ودایی و اروپای دوران قدیم وجود داشته‌اند.

### ادیان اولیه هندی
چه کسی واقعاً می‌داند؟
چه‌کسی آن را جار خواهد زد؟
از چه روی ایجاد شد؟ دلیل این آفرینش چیست؟
خدایان پس از آن آمدند، پس از به وجود آمدن جهان
پس چه کسی می‌داند که چه زمانی درست شده است؟— ناسادیا سوکتا، دربارهٔ آفرینش جهان، ریگ ودا، 10:129-6
مکتب‌های بی‌خدا در افکار اولیه هندی یافت می‌شوند و در تاریخ دین ودائی وجود داشته‌اند. در میان شش مکتب ارتدکس فلسفه هندو، قدیمی‌ترین آن که سامخیا است خدا را نپذیرفته است، و مکتب میماسا نیز مفهوم خدا را رد نموده است. مکتب ماده‌باور و بی‌خدایانه کارواکا که ریشه در سده شش قبل از میلاد در هند دارد، صریح‌ترین مکتب بی‌خدایانه در فلسفه هندی (مشابه مکتب کورنائیان در یونان) است. این شاخه از فلسفه هندی به علت مخالفت با اقتدار وداها، مخالف با باور عمومی پنداشته شده، و در نتیجه جز شش مکتب ارتدکس هندو نیست؛ ولی از لحاظ وجود اندیشه‌های ماده‌باور در داخل هندوئیسم جالب توجه است. چترجی و داتا معتقدند که آنچه از فلسفه کارواکا باقی‌مانده پراکنده است، و بیشتر دانسته‌ها در مورد آن از انتقادهای باقی‌مانده از مکتب‌های دیگر است تا از کارواکا به عنوان سنتی زنده.
سایر فلسفه‌های هندی که بی‌خدایانه در نظر گرفته می‌شوند شامل سامخیای کلاسیک و پوروا میماسا هستند. ردکردن خدای خالق و شخص‌وار در هند، در جینیسم و بودیسم نیز مشاهده شده است.

### اروپای باستان

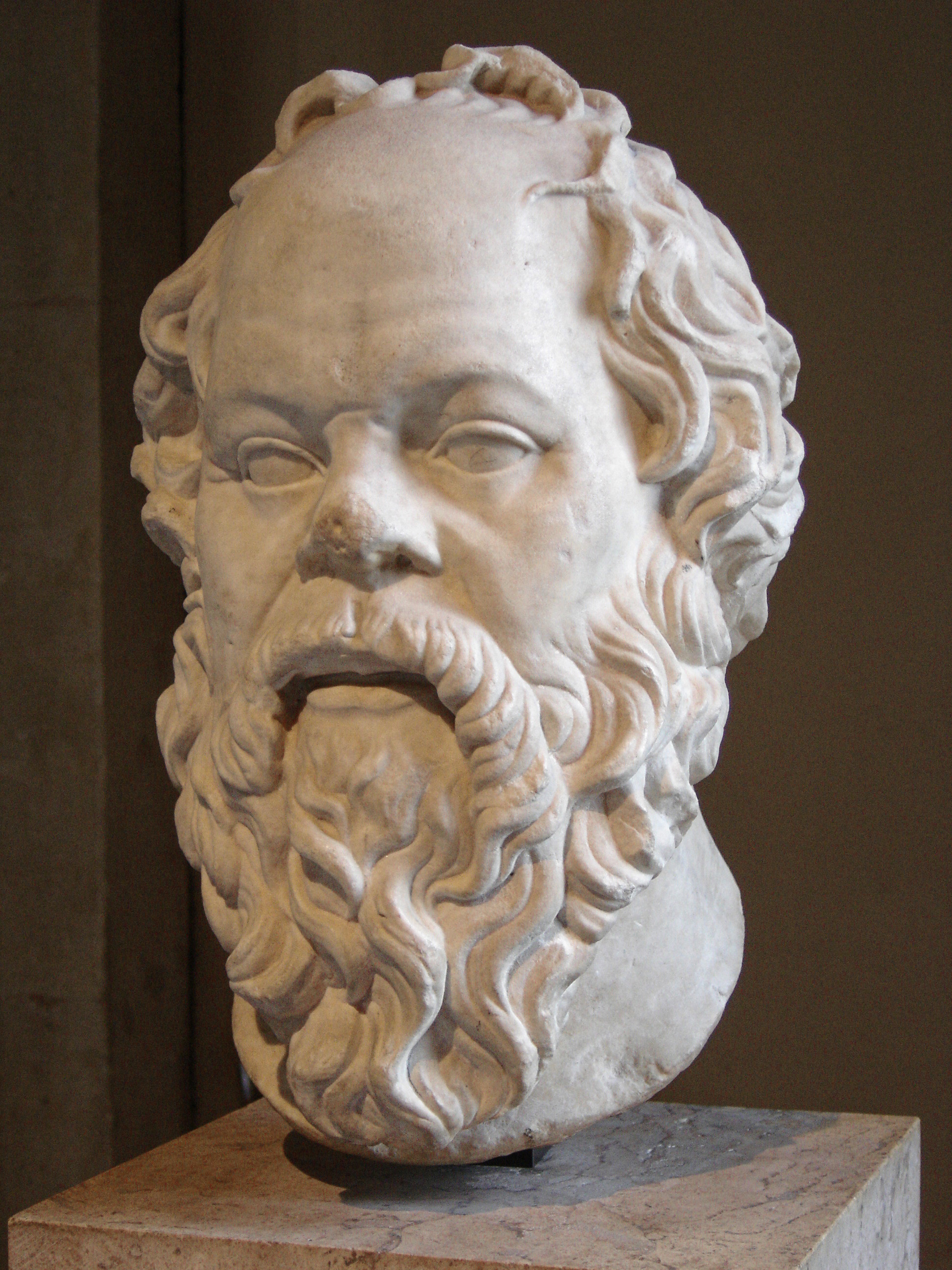
در آپولوژی افلاطون، سقراط (در تصویر) توسط ملتوس متهم به باور نداشتن به خدایان شد.

بی‌خدایی در غرب ریشه در فلسفهٔ پیشاسقراطی در یونان باستان دارد، ولی تا اواخر عصر روشنگری به شکل متمایز خود درنیامده بود. دیاگوراس در سده ۵ قبل از میلاد نخستین بی‌خداً نامیده شده است و سیسرون در کتاب در باب طبیعت خدایان از او یاد نموده است. اتم‌گرایانی چون دموکریت سعی در توضیح جهان به صورت کاملاً ماتریالیستی و بدون توسل به نیروهای ماوراءالطبیعه و معنوی کردند. کریتیاس، ادیان را ساخته بشر می‌دید و معتقد بود برای ترساندن مردم برای دنباله‌روی از دستور اخلاقی ساخته شده‌اند. پرودیکوس نیز اظهارات آشکارا بی‌خدایانه در آثار خود دارد. فیلودموس دربارهٔ پرودیکوس گزارش نموده که او معتقد بوده «خدایان باورهای عامه نه وجود دارند نه می‌فهمند، بلکه انسان بدوی، [از روی تحسین، خدا می‌داند] میوه‌های زمین و هر چیزی که باعث به وجود آمدنش شده است.» پروتاگوراس گاهی بی‌خدا تلقی شده، ولی بیشتر عقیده‌های ندانم‌گرایانه داشته است. وی اظهار نموده «در مورد خدایان، من قادر به کشف آن نیستم که آیا وجود دارند یا ندارند، یا به چه شکل هستند، زیرا که موانع بسیاری برای دانستن وجود دارد، از جمله ابهام موضوع و کوتاهی عمر بشر.» در سده ۳ قبل از میلاد، فیلسوفان یونانی تئودوروس اهل سرینه و استراتو اهل لمپساکوس به وجود خدا اعتقاد نداشتند.
سقراط (۴۷۱–۳۹۹ ق. م) در ذهنیت عمومی آتنی‌ها، به فلسفه پیشاسقراطی گرایش داشت که به دنبال توضیح طبیعی وقایع و رد توضیح الهی پدیده‌ها بود. هرچند، چنین تعابیری دقیق نبوده‌اند، اندیشه‌های او در نمایش کمیک آریستوفانس به نام ابرها تصویر شده‌اند، و او بعدها به اتهام بی‌تقوایی و اغفال ذهن جوانان محاکمه و اعدام شد. گفته شده در محاکمه سقراط، او اتهام بی‌خدا بودنش را انکار کرده و عالمان هم‌دوره‌اش نیز دلیل اندکی برای شک در این مدعا داشته‌اند.
اوهمروس (۳۳۰–۲۶۰ ق. م) این دیدگاه را منتشر ساخت که خدایان تنها حاکمان خدا انگار شده‌اند، آن‌ها در واقع فاتحان و بنیان‌گذاران گذشته‌اند، و فرقه‌ها و مذاهب در حقیقت تداوم پادشاهی‌های ازدست‌رفته و ساختارهای سیاسی قبلی بوده‌اند. هرچند او به معنای دقیق بی‌خدا نبود، اوهمروس بعدها متهم به «گسترش بی‌خدایی در سطح زمین با نابود کردن خدایان» شد.
شخصیت مهم دیگر در تاریخ بی‌خدایی، اپیکور (۳۰۰ ق. م) بود. او با استفاده از ایده‌های دموکریت و اتم‌گرایان، فلسفه‌ای ماتریالیستی بنا نهاد که در آن جهان توسط قوانین احتمالات بدون نیاز به مداخله الهی اداره می‌شد. اگرچه او بر این باور بود که خدایان وجود دارند، وی معتقد بود که آن‌ها علاقه‌ای به زندگی انسان ندارند. هدف روش اپیکوری، دستیابی به آرامش خاطر بود و یکی از راه‌های آن رو کردن ترس از خشم خدا به عنوان باوری غیرمنطقی است. اپیکوریان زندگی پس از مرگ را نیز منکر می‌شدند و نیازی به ترس از عذاب الهی بعد از مرگ نمی‌دیدند.
فیلسوف رومی، سکستوس امپریکوس بر این عقیده بود که فرد بایستی قضاوت دربارهٔ تمام باورها را به حال تعویق بگذارد، که این نوعی شک‌گرایی موسوم به پایرونیسم بود. این دیدگاه بر این بود که هیچ چیزی ذاتاً بد نیست، و آتاراکسیا (آرامش ذهن) با تعلیق قضاوت حاصل می‌شود. آثار نسبتاً حجیم باقی‌مانده از او تأثیر به‌سزایی در فیلسوفان بعدی گذاشته است.
مفهوم بی‌خدا در طول دوران کلاسیک تغییر یافته است. برای مثال، مسیحیان اولیه از جانب غیرمسیحیان بی‌خدا انگاشته می‌شدند زیرا به خدایان پگان اعتقاد نداشتند. در طول امپراتوری روم، مسیحیان به خاطر انکار وجود خدایان رومی و به ویژه نپرستیدن امپراتور اعدام می‌شدند. وقتی مسیحیت تحت حاکمیت تئودئوس اول در سال ۳۸۱ دین دولتی شد، کفرگویی جرمی قابل مجازات گردید.

### اوایل قرون وسطی تا رنسانس
نحله فکری افکار بی‌خدایانه در اروپا طی قرون وسطای اولیه و قرون وسطی کمیاب بود (تفتیش عقاید قرون وسطی را ببینید)؛ در عوض، مابعدالطبیعه، دین و الهیات عقیده‌های غالب در این دوره بودند. با این حال، جنبش‌هایی طی این دوره به وجود آمدند که دارای عقیده‌های هتدرودوکس در مورد خدای مسیحیت بودند؛ از جمله دیدگاه‌های خلاف باور عمومی دربارهٔ طبیعت، تعالی و دانستنی بودن خدا ارائه شدند. افراد و گروه‌هایی مانند جوهانس اسکوتوس اریجینا، دیوید دینانت، املریک بنا و برادران روح آزاد دارای دیدگاه مسیحی به همراه گرایش‌های پانتئیستی بودند. نیکولاس کوزا معتقد به نوعی ایمان‌گرایی بود که آن را دوکتا ایگنورنتیا (جهل آموخته) می‌نامید، و بر طبق آن، خدا ماورای دسته‌بندی انسانی قرار داشته، و دانش ما دربارهٔ خدا محدود به حدس و گمان دانسته می‌شد. ویلیام اکام، با مطرح نمودن محدودیت‌های نام‌گرایانه دانش بشری، الهام‌بخش جنبش‌های ضدمتافیزیکی شد. وی اظهار نمود که جوهره الهی با شهود یا عقل انسان قابل شناخت نیست. پیروان اوکام، مانند ژان میرکوری و نیکلاس اوترکوری این دیدگاه‌ها را بسط دادند. این جدایی میان ایمان و خرد، الهیدانان بعدی مانند جان وایکلیف، یان هوس و مارتین لوتر را تحت تأثیر قرار داد.
رنسانس زمینه بخش گسترش اندیشه آزاد و پرسش‌گری شک‌گرایانه شد. افرادی چون لئوناردو دا وینچی به آزمایش‌گرایی به عنوان روشی برای توضیح پدیده‌ها روی آوردند و با استدلال‌های اتوریته دینی مقابله کردند. از دیگر منتقدان دین و کلیسا در این دوره می‌توان به نیکولو ماکیاولی، بنوانتور د پریه و فرانسوا رابله اشاره نمود.

### اوایل دوره مدرن
رنسانس و اصلاحات شاهد تشدید تعصبات مذهبی بودند. از جمله رویدادهای این دوره، نظام‌های جدید دینی، جناح‌بندی‌ها، هواخواهی‌های جهان کاتولیک و ظهور فرقه‌های تندروی پروتستان مانند کالونیست‌ها بود. این رقابت‌ها منجر به گسترش دامنه وسیعی از گمانه‌زنی‌های فلسفی و الهیاتی گردید. بخش بزرگی از این گمانه‌زنی‌ها بعدها به گسترش جهان‌بینی شک‌گرایانه دینی انجامید.
انتقاد از مسیحیت در سده‌های ۱۷ و ۱۸ میلادی رو به فزونی گذاشت، به ویژه در فرانسه و انگلستان، که به نظر معاصران در آن‌ها ناآرامی‌های دینی وجود داشت. برخی متفکران پروتستان از جمله تامس هابس، فلسفه‌های ماتریالیستی و شک‌گرایانه نسبت به وقایع ماوراءالطبیعه را پیش رو گذاشتند، و افرادی چون فیلسوف یهودی-هلندی باروخ اسپینوزا، مشیت الهی را رد کرده و نوعی طبیعت‌گرایی پاننتئیستی را پیش رو نهادند. تا اواخر سده ۱۷، دئیسم توسط بسیاری روشنفکران مانند جان تولند (مبدع واژه "پانتئیست") پشتیبانی می‌شد.
اولین فرد آشکارا بی‌خدا، ماتیاس کنوتزن منتقد آلمانی دین بود که در سه نوشته در ۱۶۷۴ آن را اظهار نمود. به دنبال او دو نویسنده صریحاً بی‌خدای دیگر، کژیمرژ ویشتنرسنکی فیلسوف یسوعی سابق لهستانی و ژان ملیه کشیش فرانسوی آمدند. در ادامهٔ این روند در طول سده ۱۸، دیگر متفکران آشکارا بی‌خدا اعلام وجود کردند؛ از جمله بارون دولباخ، ژاک آندره نژون، و دیگر ماتریالیست‌های فرانسوی.

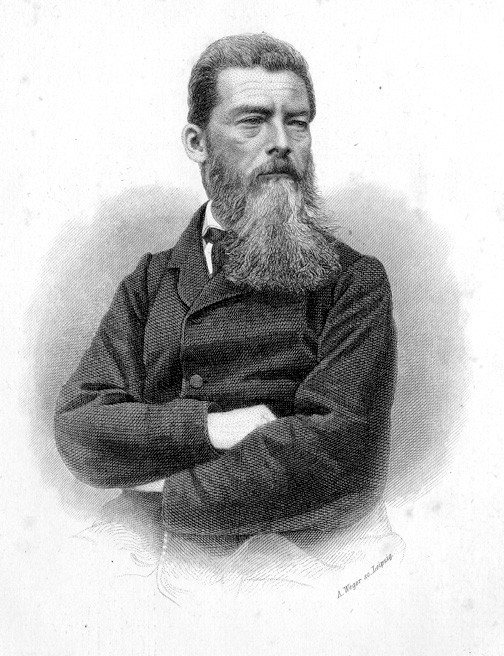
جوهر مسیحیت (۱۸۴۱) اثر لودویگ فویرباخ بسیاری از فیلسوفان بعد از او را تحت تأثیر قرار داد؛ از جمله انگلس، مارکس، اشتراوس، نیچه و ماکس اشتیرنر. او خدا را اختراعی انسانی و اعمال مذهبی را جهت پرکردن امیال می‌دانست. به این خاطر، او را پدر انسان‌شناسی دینی مدرن دانسته‌اند.

فیلسوف اسکاتلندی دیوید هیوم، معرفت‌شناسی شک‌گرا که برپایهٔ تجربه‌گرایی بود را بنیان‌گذاری کرد. همچنین فلسفهٔ ایمانوئل کانت پایهٔ امکان‌پذیری دانش مابعدالطبیعه را زیر سؤال برد. هر دو فیلسوف، پایه‌های مابعدالطبیعه الهیات طبیعی را تضعیف کردند و براهین کلاسیک وجود خدا را مورد انتقاد قرار دارند. با این حال آن‌ها خود بی‌خدا نبودند.
انقلاب فرانسه، بی‌خدایی و ضد روحانی‌گری را از سالن‌ها خارج نموده و به حوزه عمومی وارد کرد. بارون دولباخ چهره‌ای برجسته در روشنگری فرانسوی بود. او به خاطر بی‌خدایی‌اش و نوشته‌های فراوان علیه دین، مشهورترین آن‌ها سیستم طبیعت (۱۷۷۰) و همچنین مسیحیت پرده‌برداشته‌شده شناخته شده است. یکی از اهداف اصلی انقلاب فرانسه بازنگری و فرمان‌برداری روحانیت از دولت تحت قانون اساسی مدنی روحانیت بود. تلاش برای اجرای آن موجب خشونت‌های ضد روحانی‌گری و اخراج بسیاری از روحانیون از فرانسه شد. وقایع پر هرج و مرج سیاسی در پاریس انقلابی منجر به این شد که گروهی از رادیکال‌ها به نام ژاکوبین‌ها در ۱۷۹۳ قدرت را در دست بگیرد و دوره‌ای موسوم به دوران ترور آغاز شود. ژاکوبین‌ها دادارباور بودند و کالت وجود عالی را دین رسمی فرانسه کردند. برخی اطرافیان بی‌خدای ژاک رنه ابر درصدد آن برآمدند کالت خرد را جایگزین کنند، که نوعی شبه دین بی‌خدایانه بود که در آن الهه خرد وجود داشت. هر دو جنبش، به اجبار مسیحیت‌زدایی فرانسه کمک کردند. کالت خرد بعد از سه سال، وقتی رهبر آن ژاک ابر با گیوتین توسط ژاکوبین‌ها گردن زده شد به پایان رسید. آزار و اذیت ضد روحانی‌گری با عکس‌العمل ترمیدور پایان یافت.
عصر ناپلئونی سکولاریزاسیون جامعه فرانسه را نهادینه کرد، و به امید تشکیل یک جمهوری انعطاف‌پذیر به صدور انقلاب به شمال ایتالیا پرداخت. در سده ۱۹، بی‌خدایان در انقلاب‌های سیاسی-اجتماعی از جمله در تحولات ۱۸۴۸ در یگانگی ایتالیا و رشد جنبش جهانی سوسیالیستی نقش داشتند.
در نیمه دوم سده ۱۹، بی‌خدایی تحت تأثیر فیلسوفان حامی خردگرایی و آزاداندیشی حضور قابل توجهی یافت. بسیاری از فیلسوفان آلمانی در این دوره وجود خدایان را منکر شده و منتقد ادیان بودند؛ از جمله لودویگ فویرباخ، آرتور شوپنهاور، ماکس اشتیرنر، کارل مارکس و فریدریش نیچه.

### از ۱۹۰۰
بی‌خدایی در سده بیستم، به ویژه به صورت بی‌خدایی عملی در بسیاری از جوامع به پیش رفت. اندیشه‌های بی‌خدایانه در طیف گسترده‌ای از فلسفه‌ها حضور یافت از جمله؛ اگزیستانسیالیسم، عینی‌گرایی، انسان‌گرایی سکولار، پوچ‌گرایی، آنارشیسم، پوزیتیویسم منطقی، مارکسیسم، فمینیسم، و جنبش‌های عمومی علمی و خردگرایی.
پوزیتیویسم منطقی و علم‌گرایی راه را برای نئوپوزیتیویسم، فلسفه تحلیلی، ساختارگرایی و طبیعت‌گرایی باز کردند. نئوپوزیتیویسم و فلسفه تحلیلی، خردگرایی کلاسیک و متافیزیک را به دور انداخته و به دفاع از تجربه‌گرایی و نام‌گرایی معرفت‌شناسانه پرداختند. طرفدارانی چون برتراند راسل به تاًکید وجود خدا را رد نمودند. لودویگ ویتگنشتاین در آثار اولیه خود سعی در جداسازی زبان متافیزیکی و ماوراءالطبیعه از گفتمان عقلانی کرد. ای. جی. آیر تحقیق ناپذیری و بی‌معنی بودن گزاره‌های دینی را با استناد به علوم تجربی مطرح نمود. به‌طور مشابه، ساختارگرایی لوی-استروس خاستگاه زبان دینی را ناخودآگاه انسان و بدون معنای متعالی دانست. جی. ان. فیندلی و جی. جی. سی. اسمارت استدلال نمودند که وجود خدا منطقاً ضروری نیست. طبیعت‌گرایان و یگانه‌انگاران ماتریالیستی همچون جان دیویی، جهان طبیعی را منشاً همه چیز دانسته و وجود خدا یا جاودانگی را رد کردند.
سده بیستم همچنین شاهد پیشرفت‌های سیاسی بی‌خدایی بود، که در نتیجه تفسیر آثار مارکس و انگلس انجام گرفت. بعد از انقلاب ۱۹۱۷ روسیه، آموزش دینی توسط حکومت شوروی ممنوع اعلام شد. با اینکه قانون اساسی اتحاد جماهیر شوروی در ۱۹۳۶ آزادی برقراری سرویس‌های دینی را تضمین کرده بود، حکومت تحت سیاست‌های بی‌خدایی حکومتی استالین، آموزش و پرورش را موضوع خصوصی نمی‌دانست؛ و آموزش دینی را غیرقانونی نموده و کمپین‌هایی برای متقاعد کردن مردم، گاهی با توسل به زور برای ترک دین به راه انداخت. بسیاری دولت‌های کمونیستی دیگر نیز با دین به مخالفت برخاسته و بی‌خدایی حکومتی را اجبار کردند؛ از جمله حکومت‌های آلبانی، و در حال حاضر چین، کره شمالی و کوبا.
جافری بلینی می‌نویسد که «بی‌رحم‌ترین رهبران جنگ جهانی دوم آتئیست و سکولاریست بودند که شدیداً نسبت به یهودیت و مسیحیت دشمنی می‌ورزیدند.» ریچارد مدسن در پاسخ به او گوشزد می‌کند که «هیتلر و استالین درهای کلیساها را برای دستاوردهای سیاسی باز و بسته می‌کردند و استالین در طول جنگ برای افزایش مقبولیت رژیمش از ضدیت خود با مسیحیت کاست.» بلکفورد و شوکلنک می‌نویسند که «اتحاد شوروی قطعاً یک دولت آتئیستی بود، این در مورد چین در زمان مائو و خمرهای سرخِ پل پوت هم صادق است. این اما نشان نمی‌دهد که جنایت‌هایی که آن دیکتاتورها انجام دادند در نتیجه باورهای بی‌خدایانه بوده است، به نام بی‌خدایی انجام شده است یا به خاطر جنبه‌های بی‌خدایانه کمونیسم بوده است.»

### تحولات دیگر
وشتی مک‌کالوم که خود خداناباور بود در سال ۱۹۴۸ در پرونده‌ای در دیوان عالی ایالات متحده آمریکا به پیروزی رسید که آموزش‌های دینی در مدارس آمریکا را ممنوع اعلام می‌کرد. مادلین مری اهر که یکی از تاثیرگذارترین آتئیست‌های آمریکا بود در پرونده دیگری به سال ۱۹۶۳ در دادگاه عالی به پیروزی رسید که عبادت اجباری در مدارس را نیز ممنوع کرد. در سال ۱۹۶۶، مجله تایم در شماره‌ای مشهور پرسید: «آیا خدا مرده است؟» این در جواب جنبش‌های الهیات مرگ خدا بود، که به این مسئله استناد می‌کرند که نیمی از مردم دنیا در کشورهایی زندگی می‌کنند که در آن‌ها حکومت‌های ضد دینی بر سر کار هستند، و به نظر می‌رسید میلیون‌ها نفر در آفریقا، آسیا و آمریکای مرکزی از وجود خدای مسیحی بی‌اطلاع‌اند. در سال ۱۹۷۶ بنیاد رهایی از دین توسط آنی نیکول گیلور و دخترش آنی لاری گیلور در آمریکا تأسیس شد که هدف آن پشتیبانی از جدایی دین از دولت و آموزش عمومی در رابطه با ندانم‌گرایی و خداناباوری است.
در سال ۱۹۶۷، دولت آلبانیایی تحت حکومت انور خوجه بستن تمام نهادهای دینی در این کشور را اعلام کرد، و آلبانی را اولین حکومت رسماً بی‌خدا در دنیا اعلام نمود، اگرچه دین در آلبانی در ۱۹۹۱ به حال اول بازگشت. این رژیم‌ها موجب افزایش تصورات منفی از بی‌خدایی شدند، به ویژه در نقاطی چون ایالات متحده آمریکا که در آن احساسات ضدکمونیستی قوی بود. این در حالی بود که بسیاری بی‌خدایان برجسته نیز ضدکمونیست بودند.
از زمان سقوط دیوار برلین، شمار رژیم‌هایی که به صورت فعال ضد دین باشند به شدت کاهش یافته است. در سال ۲۰۰۶، تیموتی شاه در فوروم پیو اشاره کرد: «در سراسر جهان روندی در میان گروه‌های دینی عمده به وجود آمده که در آن جنبش‌های خدامحور و ایمان محور در حال تجربه افزایش اعتماد به نفس هستند و شانه به شانه جنبش‌ها و ایدئولوژی‌های سکولار اثرگذار هستند.» با این حال، گرگوری اس. پاول و فیل زاکرمن این را یک افسانه دانسته و معتقدند وضعیت واقعی بسیار پیچیده‌تر و ظریف‌تر از اینهاست.
یک آمارگیری در سال ۲۰۱۰ نشان داد کسانی که خود را بی‌خدا یا ندانم‌گرا می‌دانند به‌طور متوسط اطلاعات بیشتری نسبت به پیروان ادیان بزرگ دربارهٔ دین دارند. ناباوران در پرسش‌هایی که دربارهٔ اصول ادیان پروتستان و کاتولیک بود امتیاز بیشتری کسب کردند. تنها مورمون‌ها و یهودیان به اندازه بی‌خدایان و ندانم‌گرایان اطلاعات دینی داشتند.

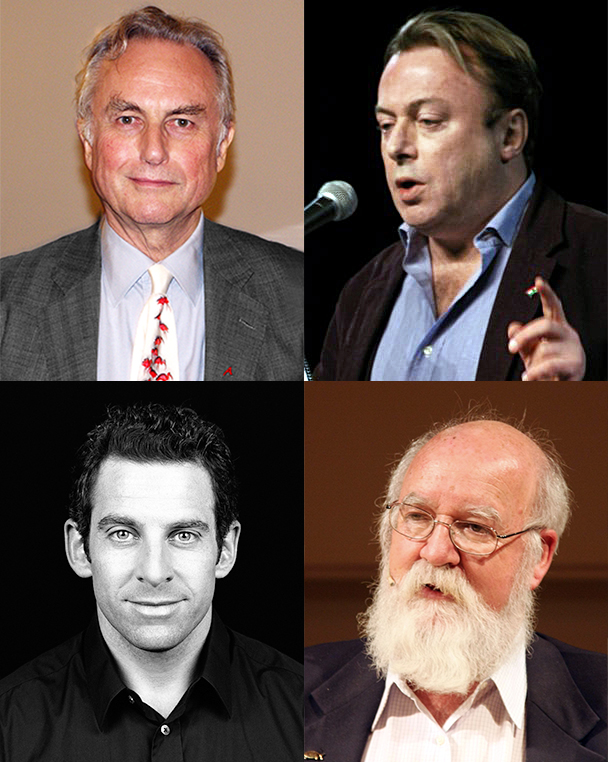
چهار اسب‌سوار غیر آخرالزمانی

در سال ۲۰۱۲ نخستین کنفرانس «زنان در سکولاریسم» در آرلینگتون، ویرجینیا، برگزار شد. زنان سکولار در سال ۲۰۱۲ در سطح ملی در آمریکا سازماندهی شد و هدف آن تمرکز بر روی زنان بی‌دین است. همچنین تمرکز بر روی مبارزه با جنسیت‌زدگی و آزار جنسی در جنبش فمینیسم بی‌خدا را افزایش پیدا کرده است. در اوت ۲۰۱۲، جنیفر مک‌رایت (سازمان‌دهنده کارزار ممه‌لرزه) جنبش جدیدی با نام آتئیسم پلاس را راه‌اندازی کرد که هدف آن «شک‌گرایی نسبت به همه‌چیز است، از جمله مشکلات اجتماعی مانند جنسیت‌زدگی، نژادپرستی، سیاست، فقر و جرم.»
در سال ۲۰۱۳ نخستین بنای یادبود بی‌خدایی واقع در متعلقات دولت ایالات متحده آمریکا در بردفورد در فلوریدا رونمایی شد: یک نیمکت ۱٬۵۰۰ پوندی گرانیتی که بر روی آن نقل‌قول‌هایی از توماس جفرسون، بنجامین فرانکلین و مادلین مری اهر نقش بسته است.

### خداناباوری نو
خداناباوری نو نامی است که توسط برخی به جنبشی در میان نویسندگان خداناباور اوایل سده ۲۱ گفته می‌شود که در آن از این دیدگاه حمایت می‌شود که «دین نبایستی صرفاً تحمل شود، بلکه باید با آن مقابله شود، مورد انتقاد قرار بگیرد و هر جا که آثارش نفوذ کرد بایستی با استدلال‌های منطقی محو شود.» این جنبش معمولاً با افرادی چون ریچارد داوکینز، دنیل دنت، سم هریس، کریستوفر هیچنز و ویکتور استنجر و تا حدی آیان حرصی علی پیوند خورده است. تعدادی از کتاب‌هایی که توسط این نویسندگان بین سال‌های ۲۰۰۴ و ۲۰۰۷ منتشر شده‌اند و به فهرست پرفروش‌ترین‌ها نیز راه یافتند پایهٔ بسیاری از مباحث بی‌خدایی نو را تشکیل می‌دهند. بی‌خدایان نو و مخصوصاً داوکینگز بعضاً به توسل به مغالطه پهلوان‌پنبه و تأسیس دین جدیدی به نام «علم‌گرایی» متهم شده‌اند.
در کتاب‌های پرفروش مذکور، واقعه یازده سپتامبر که انگیزه دینی پشت آن بود و موفقیت انستیتو دیسکاوری در اضافه کردن ایده‌های آفرینش‌گرایانه به کتاب‌های درسی آمریکا و حمایت جورج بوش از آن در سال ۲۰۰۵، توسط هریس، دنت، داوکینز، استنجر و هیچنز به عنوان شواهدی بر نیاز برای حرکت به سوی یک جامعه سکولارتر مطرح شده‌اند.

## ارتباط با هوش، تحصیل و رفاه
تحقیقات مختلف نشان داده است که ارتباط مثبتی میان سطح تحصیل، رفاه و بهره‌هوشی با خداناباوری وجود دارد. بنا به گفته نایجل باربر، خداناباوری در کشورهایی رشد کرده است که مردم از نظر اقتصادی این اطمینان را دارند که در وضعیت امنی هستند؛ مخصوصاً در کشورهای دموکراتیک اروپایی، جایی که مردم نگرانی‌های کمتری نسبت به آینده خود دارند و امنیت اجتماعی و وضعیت بهتر سیستم درمانی، باعث شده است تا کیفیت و امید به زندگی بالاتر برود. در مقام مقایسه، در کشورهای توسعه‌نیافته، عملاً هیچ خداناباوری پیدا نمی‌شود. باربر معتقد است که الگوی واضحی وجود دارد: در کشورهای آفریقایی آتئیست‌ها کمتر از ۱٪ جمعیت را تشکیل می‌دهند، حال آنکه در ثروتمندترین کشورهای اروپا این عدد به طرز چشم‌گیری بالاتر است.
ارتباط میان بهره‌هوشی و خداناباوری نیز از نظر آماری دارای اهمیت است، اگرچه زیاد نیست و دلیل این رابطه به خوبی درک نشده است. یک فرضیه این است که رابطه منفی که میان هوش بالا و مذهبی بودن وجود دارد بسته به هنجارطلبی و هنجارشکنی در هر فرد متفاوت است. در خیلی از کشورها، عقیده‌های دینی یک انتخاب هنجارطلبانه است و شواهد نشان می‌دهد که افرادی از هوش بالاتری برخوردارند، خود را با هنجارهای اجتماعی تطبیق نمی‌دهند. فرضیه دیگری وجود دارد که افرادی که سطح هوشی بالاتری دارند، مسائل را بیشتر در معرض استدلال تحلیلی قرار می‌دهند و از آنجا که اعتقادات دینی را در برابر استدلال تحلیلی سطح بالا قرار می‌دهند، اعتقادشان به دین از بین می‌رود.

## جمعیت‌شناسی

نقشه بی‌دینی در جهان

برآورد کردن تعداد بی‌خدایان جهان ساده نیست. کسانی که در نظرسنجی‌های مرتبط با دین به سؤال دربارهٔ آتئیسم پاسخ می‌دهند، ممکن است برداشت متفاوتی از این مفهوم داشته باشند یا تمایز میان آتئیسم، باورهای غیردینی و ادیان غیرخداپرستی بسته به نظر هر کس فرق داشته باشد. یک هندوی آتئیست ممکن است در پاسخ خود را هندو معرفی کند، با اینکه در عمل یک آتئیست هم حساب می‌آید. تحقیقی که در سال ۲۰۱۰ در دانشنامه بریتانیکا منتشر شد نشان داد که بی‌دینان ۹٫۶٪ جمعیت جهان را تشکیل می‌دهند، در حالی که جمعیت بی‌خدایان ۲٪ است و بیشتر آن‌ها در آسیا زندگی می‌کنند. در این تحقیق کسانی که پیرو ادیان آتئیستی هستند، مانند تعدادی از بودیست‌ها، به حساب نیامده اند. در میان سال‌های ۲۰۰۰ تا ۲۰۱۰ رشد جمعیت بی‌خدایان منفی ۰٫۱۷٪ بوده است. مجموع تعداد کسانی که هیچ‌گونه باوری به وجود خدا(یان) ندارند بین ۵۰۰ میلیون تا ۱٫۱ میلیارد نفر در سطح جهان تخمین زده می‌شود.
براساس نظرسنجی جهانی وین-گالوپ، ۱۳٪ کسانی که در سال ۲۰۱۲ در این نظرسنجی شرکت داشتند خود را آتئیست معرفی کردند. این عدد در سال ۲۰۱۵ یازده درصد بود و در سال ۲۰۱۷ نه درصد. براساس نظرسنجی سال ۲۰۱۲ از میان کشورهایی که در آن نظرسنجی صورت گرفته است چین (۴۷٪)، ژاپن (۳۱٪)، جمهوری چک (۳۰٪)، فرانسه (۲۹٪)، کره جنوبی (۱۵٪)، آلمان (۱۵٪)، هلند (۱۴٪)، اتریش (۱۰٪)، ایسلند (۱۰٪)، استرالیا (۱۰٪) و جمهوری ایرلند (۱۰٪) بیشترین خداناباوران را دارند.

### ایران
هیچ آمار رسمی یا غیررسمی دربارهٔ تعداد خداناباوران ایرانی وجود ندارد چرا که بر اساس قانون مجازات اسلامی، در ایران خداناباوری می‌تواند با خطر اعدام مواجه شود؛ این ایران را در میان ۱۳ کشوری که در آن‌ها مجازات آتئیسم مرگ است، قرار می‌دهد. خداناباوران ایرانی مجبورند برای مواجه نشدن با آزار دیدگاه‌های خود را مخفی کنند اما بسیاری از آنان به صورت ناشناس در اینترنت عقیده‌های خود را بروز می‌دهند. در سال ۲۰۱۲ میلادی، مارکوس لاتون روزنامه‌نگار آلمانی در نشریه دی تسایت گزارش مفصلی دربارهٔ رواج آتئیسم در ایران نوشت و بیان داشت، آتئیسم در ایران با خطر مجازات مرگ روبروست اما همه ساله ایرانیان بیشتری خود را به عنوان بی‌دین معرفی می‌کنند ولی به شکلی غیرعلنی. لاتون در گزارش خود با دانشجویانی مصاحبه کرده که با مطالعه آثار نیچه، شوپنهاور و فروید و همچنین ریچارد داوکینز و کریستوفر هیچنز و کتاب‌های ممنوعه در قالب کتاب‌های الکترونیکی (ایبوک) کیندل با دیدگاه‌هایی روبرو شده‌اند که باعث شده به تدریج از روایت رسمی ایدئولوژی و مذهب رایج فاصله بگیرند.
در گزارش سال ۲۰۱۲ لاتون، از فیس‌بوک فارسی کانون آگنوستیک‌ها و آتئیست‌های ایران نام برده و از این مسئله حیرت‌زده شده که ۲۷ هزار نفر این صفحه را لایک کرده‌اند. تعداد لایک‌های این صفحه که در گزارش لاتون ذکر شده بعدها با گذشت حدود ۶ سال به حدود ۱۹۹ هزار نفر رسید و به عبارت دیگر هفت برابر افزایش پیدا کرد.
فیلیپ کرینبروک معتقد است که ارائه نسخه‌ای از دین بر پایه بمباران تبلیغاتی و پروپاگاندای شبانه‌روزی، بسیاری از ایرانیان را از اسلام دور کرده است. به گفته کرینبروک، برخی از ایرانیان نیاز معنوی خود را در این کشاکش با باور به آموزه‌های زرتشت و حتی بودیسم جستجو کرده‌اند و تعجبی ندارد که در این بین عده‌ای نیز ایمان به وجود خدا را از دست داده و خود را آتئیست بنامند.

#### نظرسنجی گروه مطالعات افکارسنجی ایرانیان
در مرداد ۹۹، گمان (گروه مطالعات افکارسنجی ایرانیان) گزارشی را منتشر کرد که به گفته این گروه از تاریخ ۱۷ خرداد تا ۱ تیر ۱۳۹۹ و در ۱۵ روز انجام گرفت؛ در این نظرسنجی، بیش از ۵۰ هزار پاسخ‌دهنده شرکت کردند و حدود ۹۰٪ پاسخ‌دهندگان، ساکن ایران بودند.
بر اساس این گزارش:
- ۷۸٪ ایرانیان به خدا باور دارند. همچنین ۳۷٪ به مفهوم زندگی بعد از مرگ، ۳۰٪ به بهشت و جهنم، ۲۶٪ به جن و ۲۶٪ به ظهور منجی بشریت معتقد هستند. حدود ۲۰٪ از جامعه نیز به هیچ‌یک از این‌ها اعتقاد ندارند.
- نتایج این نظرسنجی نشان می‌دهد در حالی‌که ۳۲٪ جامعه، خود را «مسلمان شیعه» می‌دانند، ۹٪ خود را خداناباور (آتئیست)، ۸٪ معنویت‌گرایی، ۷٫۵٪ زرتشتی مزدیسنا، ۷٪ ندانم‌گرا و ۴٫۵٪ خود را مسلمان سنی می‌دانند؛ همچنین عرفانگرایی (تصوف)، انسانیت‌گرایی، مسیحیت و بهائیت در کنار گرایش‌های دیگر در جامعه ایران وجود دارند. حدود ۲۲٪ جامعه نیز خود را نزدیک به هیچ‌یک از این گرایش‌ها نمی‌دانند.
- حدود نیمی از جامعه اظهار داشته‌اند که از دین‌داری به بی‌دینی رسیده‌اند. از سوی دیگر باورهای ۴۱٪ از افراد جامعه دربارهٔ دین یا بی‌دینی در دوران زندگی‌شان تغییر زیادی نداشته است. همچنین حدود ۶٪ جامعه از یک گرایش دینی به گرایش دینی دیگر تمایل پیدا کرده‌اند.
- برطبق نتایج این نظرسنجی، حدود ۶۰٪ جامعه اعلام کرده‌اند که نماز نمی‌خوانند. در مقابل، حدود ۴۰٪ جامعه اظهار داشته‌اند که به تناوب مختلف، نماز می‌خوانند و از این میزان، بیش از ۲۷٪ جامعه اعلام کرده‌اند که پنج بار در روز، نماز می‌خوانند.
- نتایج نظرسنجی نشان می‌دهد که حدود ۶۱٪ افراد جامعه در خانواده‌های «خداباور و مذهبی» و ۳۲٪ جامعه در خانواده‌های «خداباور اما غیرمذهبی» بزرگ شده‌اند. کمتر از ۳٪ جامعه در خانواده‌های «خداناباور» یا «ضدمذهبی» رشد کرده‌اند.[۲۱۵]

### اروپا

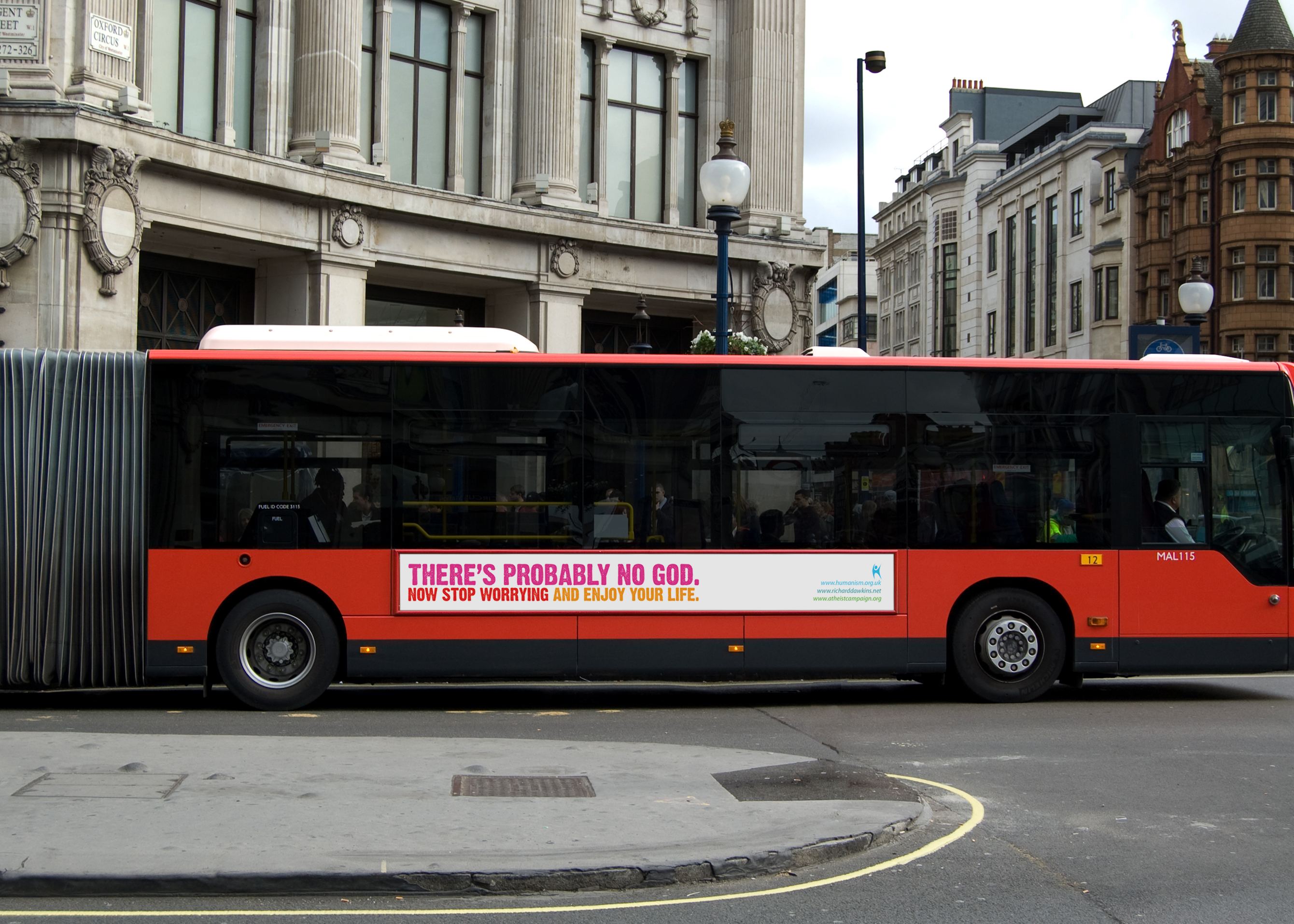
کمپین اتوبوس آتئیست در لندن

بر اساس نظرسنجی سال ۲۰۱۰ انجام شده توسط یوروبارومتر، پاسخ‌ها به سؤال «آیا شما وجود نداشتن هیچ روح، نیروی زندگی یا خدایی را قبول دارید؟» بسته به کشورهای مختلف در اتحادیه اروپا متفاوت بود. درصد کسانی که پاسخ دادند که وجود خدا(یان) را باور ندارند، در فرانسه (۴۰٪)، جمهوری چک (۳۷٪)، سوئد (۳۴٪)، هلند (۳۰٪) و استونی (۲۹٪) بالا بود. حال آنکه در آلمان (۲۷٪)، بلژیک (۲۷٪) و انگلیس (۲۵٪) در سطح متوسطی قرار داشت. این عدد در کشورهای لهستان (۵٪)، یونان (۴٪)، قبرس (۳٪)، مالت (۲٪) و رومانی (۱٪) خیلی پایین بود. در مجموع، در اتحادیه اروپا ۲۰٪ پاسخ‌دهندگان عنوان کردند که وجود نیرویی برتر را قبول ندارند. در نظرسنجی سال ۲۰۱۲ یوروبارومتر، ۱۶٪ مردم اتحادیه اروپا خود را ناباور/آگنوستیک و ۷٪ خود را آتئیست دانستند.
بر اساس نظرسنجی مرکز تحقیقات پیو در سال ۲۰۱۲، در مجموع بی‌دینان (شامل آگنوستیک‌ها و آتئیست‌ها) ۱۸ درصد جمعیت قاره اروپا را تشکیل می‌دهند. همین نظرسنجی نشان داد که در دو کشور اروپایی، بی‌دین‌ها اکثریت جامعه را تشکیل می‌دهند: در جمهوری چک ۷۵٪ مردم خود را پیرو هیچ دینی ندانستند؛ این عدد در استونی ۶۰٪ بود.

### آسیا

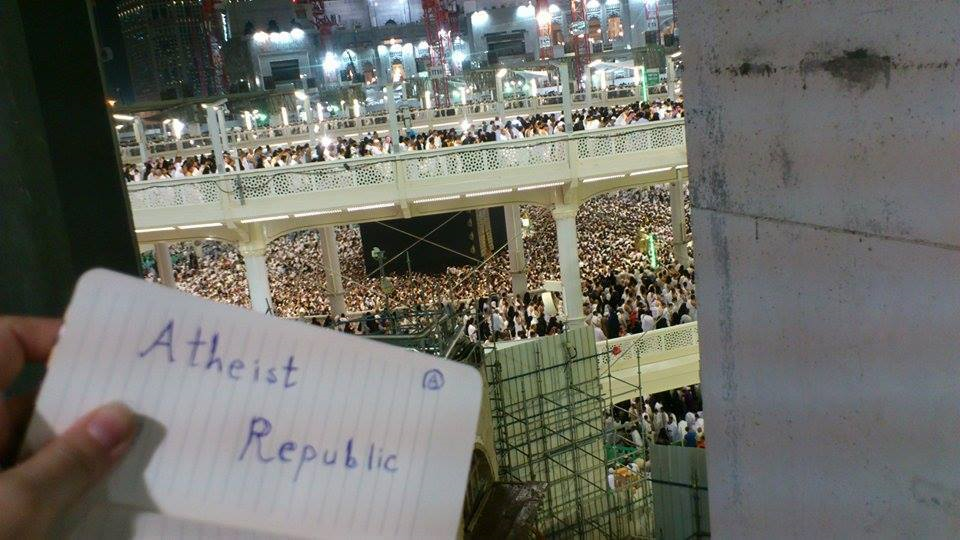
رانا احمد زنی سوریه‌ای که نوشته جمهوری آتئیست (Atheist Republic) را مقابل مسجدالحرام در دست دارد.

۸۵۸ میلیون بی‌دین (شامل خداناباوران) در آسیا (غیر از خاورمیانه) زندگی می‌کنند؛ بی‌دین‌ها شامل کسانی که پیرو هیچ دینی نیستند اما وجود خدا(یان) را باور دارند، هم می‌شود. به عنوان مثال در چین، ۷٪ بی‌دین‌ها وجود خدا(یان) را باور دارند. ۷۶٪ بی‌دین‌های جهان در آسیا زندگی می‌کنند، درحالی که تنها ۲۱٪ جمعیت آن منطقه خود را بی‌دین می‌دانند. کره شمالی (۷۱٪)، ژاپن (۵۷٪) و چین (۵۲٪) بیشترین بی‌دین‌های آسیا را دارند. ۶۲٪ از بی‌دین‌های جهان در کشور چین زندگی می‌کنند.
جهان عرب در سال‌های اخیر شاهد رشد تعداد خداناباوران بوده است. باوجود اینکه حکومت‌های اقتدارگرای منطقه معمولاً آتئیست‌ها را سرکوب می‌کنند، در شهرهای بزرگ جهان عرب مانند قاهره خداناباوران را می‌توان در مکان‌هایی مانند کافه‌ها دید. یک نظرسنجی مربوط به سال ۲۰۱۲ که توسط مؤسسه گالوپ انجام شد، نشان داد که ۵٪ سعودی‌ها خودشان را خداناباور می‌دانند. با این حال تعداد کمی از جوانان عرب عنوان کرده‌اند که در میان حلقه دوستان و آشنایانشان خداناباورانی را می‌شناسند. بر اساس یک تحقیق، کمتر از ۱٪ ساکنان مراکش، مصر، عربستان سعودی و اردن به وجود خدا باور ندارند و این عدد در امارات، بحرین، کویت و فلسطین بین ۳٪ تا ۷٪ است. در تمام کشورهایی که این تحقیق در آن‌ها انجام شده بود، تنها ۳٪ تا ۸٪ عنوان کردند که در طول زندگی خود خداناباوران را دیده‌اند یا دربارهٔ آن شنیده‌اند. تنها استثنا امارات متحده عربی بود که ۵۱٪ پرسش شدگان به این سؤال پاسخ مثبت دادند.

### استرالیا
به گفته دفتر آمار استرالیا، ۳۰٪ استرالیایی‌ها هیچ دینی ندارند. این گروه شامل خداناباوران هم می‌شود. بر اساس سرشماری سال ۲۰۱۳ در نیوزیلند، ۴۲٪ جمعیت خود را بدون دین معرفی کردند. در سال ۱۹۹۱ این عدد ۳۰٪ بود. درصد بی‌دینی در میان مردان بیش از زنان است.

### ایالات متحده آمریکا

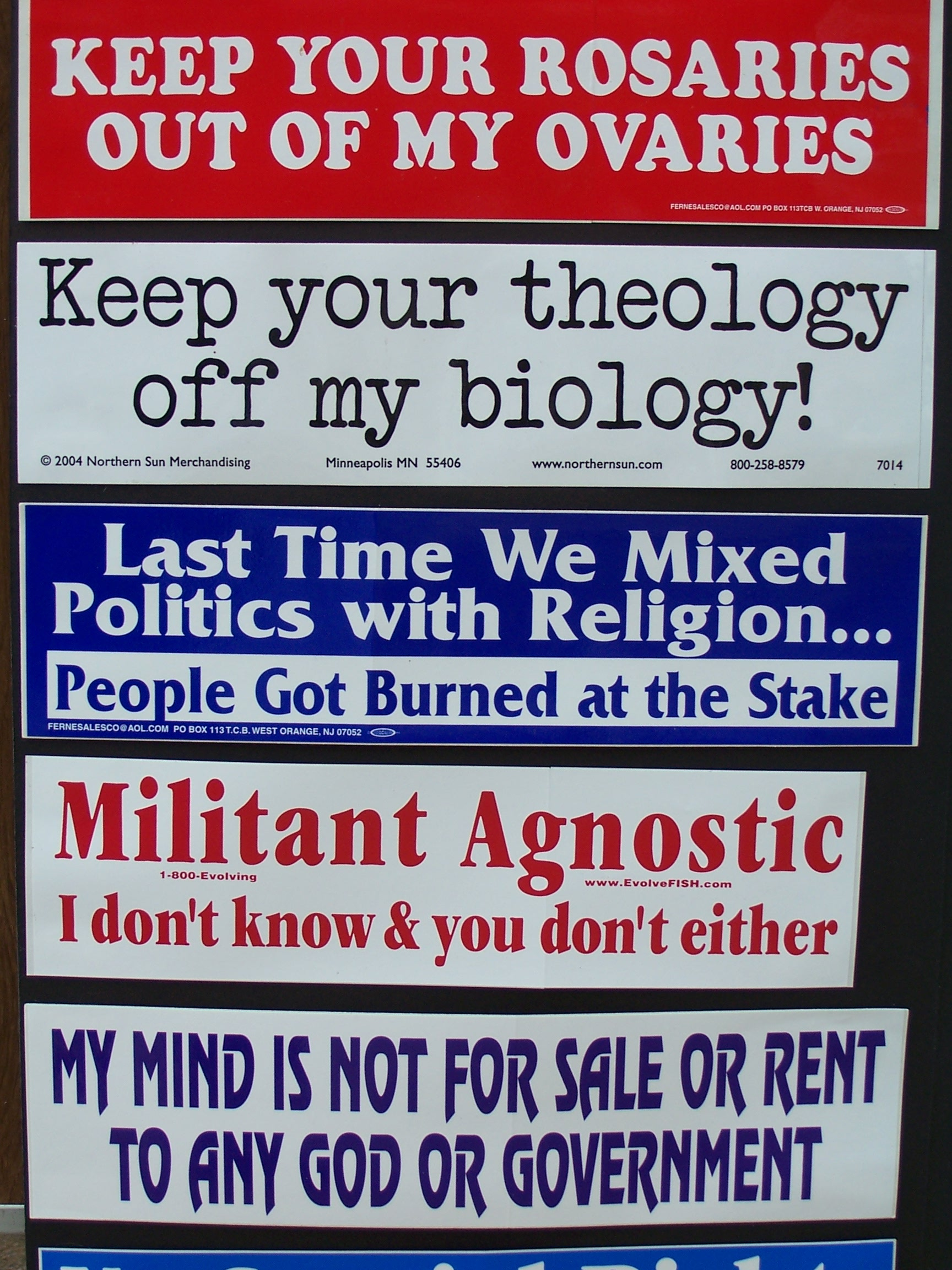
برچسب‌های نوشته شده به زبان انگلیسی مربوط به آتئیسم

بر اساس تحقیق سازمان نظرسنجی ارزش‌های جهانی، در سال ۲۰۱۴ تنها ۴٫۴٪ از آمریکایی‌ها خودشان را آتئیست اعلام کردند. البته در همان نظرسنجی ۱۱٫۱٪ پاسخ دادند که به خدا باور ندارند. در سال ۱۹۸۴ میلادی، تعداد کسانی که در ایالات متحده خود را آتئیست می‌دانستند ۱٫۱٪ بود و ۲٫۲٪ در پاسخ به سؤال «آیا به خدا باور دارید»، جواب «نه» دادند. در سال ۲۰۱۴، نظرسنجی مرکز تحقیقات پیو نشان داد که ۳٫۱٪ بزرگسالان آمریکایی خود را بی‌خدا می‌دانند که نسبت به سال ۲۰۰۷ که این عدد ۱٫۶٪ بود، افزایش داشته است. آتئیست‌ها ۱۳٫۶٪ بی‌دین‌های آمریکایی را تشکیل می‌دهند. بر اساس نظرسنجی سال ۲۰۱۵ که توسط General Sociological Survey انجام شد، تعداد آتئیست‌ها و آگنوستیک‌ها در آمریکا نسبت به ۲۳ سال پیش در ۱۹۹۱، تا حد زیادی بدون تفاوت باقی مانده است. آن زمان تنها ۲٪ خود را آتئیست معرفی کردند و ۴٪ آگنوستیک، حال آنکه در سال ۲۰۱۴ تنها ۳٪ اعلام کردند که آتئیست هستند و ۵٪ آگنوستیک. با این حال درصد بی‌دین‌ها در آمریکا بسیار بالاتر است. بر اساس نظرسنجی American Family Survey، در سال ۳۴٪ آمریکایی‌ها خود را بی‌دین می‌دانستند که شامل بی‌خدایان و ندانم‌گرایان هم می‌شود.

## برای مطالعهٔ بیشتر
- Berman, David (1990). A History of Atheism in Britain: From Hobbes to Russell. London: Routledge. ISBN 0-415-04727-7.
- Buckley, M. J. (1990). At the Origins of Modern Atheism. New Haven, CT: Yale University Press. ISBN 0-300-04897-1.
- Flew, Antony (2005). God and Philosophy. Prometheus Books. ISBN 1-59102-330-0.
- Tom Flynn, ed. (2007). -9781591023913 The New Encyclopedia of Unbelief. Buffalo, NY: Prometheus Books. ISBN 1-59102-391-2. {{cite book}}: Check |url= value (help)
- Gaskin, J.C.A., ed. (1989). -9780023406812 Varieties of Unbelief: From Epicurus to Sartre. •New York: Macmillan. ISBN 0-02-340681-X. {{cite book}}: Check |url= value (help)
- Germani, Alan (15 September 2008). "The Mystical Ethics of the New Atheists". The Objective Standard. Glen Allen Press. ۳ (۳). Archived from the original on 28 April 2011. Retrieved 2011-04-09.
- Harbour, Daniel (2003). An Intelligent Person's Guide to Atheism. London: Duckworth. ISBN 0-7156-3229-9.
- Harris, Sam (2 October 2007). "The Problem with Atheism". The Washington Post. Archived from the original on 24 May 2011. Retrieved 2011-04-09.
- Howson, Colin (2011). Objecting to God. Cambridge: Cambridge University Press. ISBN 978-0-521-18665-0
- Jacoby, Susan (2004). Freethinkers: A History of American Secularism. Metropolitan Books. ISBN 978-0-8050-7442-0.
- Krueger, D. E. (1998). What is Atheism?: A Short Introduction. New York: Prometheus. ISBN 1-57392-214-5.
- Le Poidevin, R. (1996). Arguing for Atheism: An Introduction to the Philosophy of Religion. London: Routledge. ISBN 0-415-09338-4.
- Mackie, J. L. (1982). The Miracle of Theism: Arguments For and Against the Existence of God. Oxford: Oxford University Press. ISBN 0-19-824682-X.
- Maritain, Jacques (1953). The Range of Reason. London: Geoffrey Bles. Retrieved 2011-04-09.
- Martin, Michael (1990). Atheism: A Philosophical Justification. Philadelphia: Temple University Press. ISBN 0-87722-943-0. Archived from the original on 19 May 2011. Retrieved 2011-04-09.
- Michael Martin & Ricki Monnier, ed. (2003). The Impossibility of God. Buffalo, NY: Prometheus Books. ISBN 1-59102-120-0.
- Michael Martin & Ricki Monnier, ed. (2006). -9781591023814 The Improbability of God. Buffalo, NY: Prometheus Books. ISBN 1-59102-381-5. {{cite book}}: Check |url= value (help)
- McTaggart, John; McTaggart, Ellis (1930) [۱۹۰۶]. Some Dogmas of Religion (New ed.). London: Edward Arnold & Co. ISBN 0-548-14955-0.
- Nielsen, Kai (1985). Philosophy and Atheism. New York: Prometheus. ISBN 0-87975-289-0.
- Nielsen, Kai (2001). Naturalism and Religion. New York: Prometheus. ISBN 1-57392-853-4.
- Onfray, Michel (2007). Atheist Manifesto. New York: Arcade Publishing. ISBN 978-1-55970-820-3. Archived from the original on 19 May 2011. Retrieved 2011-04-09.
- Oppy, Graham (2006). Arguing about Gods. Cambridge University Press. ISBN 0-521-86386-4. Archived from the original on 19 May 2011. Retrieved 2011-04-09.
- Robinson, Richard (1964). An Atheist's Values. Oxford: Clarendon Press. ISBN 0-19-824191-7. Archived from the original on 25 April 2011. Retrieved 2011-04-09.
- Rosenberg, Alex (2011). The Atheist's Guide to Reality: Enjoying Life Without Illusions. New York: W. W. Norton & Co. ISBN 978-0-393-08023-0
- Russell, Paul (4 October 2005). "Hume on Religion".  In Edward N. Zalta (ed.). Stanford Encyclopedia of Philosophy (Winter 2008 ed.). Metaphysics Research Lab. Retrieved 2011-04-09.
- Sharpe, R.A. (1997). The Moral Case Against Religious Belief. London: SCM Press. ISBN 0-334-02680-6.
- Thrower, James (1971). A Short History of Western Atheism. London: Pemberton. ISBN 0-301-71101-1.
- Walters, Kerry (2010). Atheism: A Guide for the Perplexed. New York: Continuum. ISBN 978-0-8264-2493-8

### انگلیسی
- Atheism in The Internet Encyclopedia of Philosophy
- The New Atheists in The Internet Encyclopedia of Philosophy
- Investigating Atheism (University of Cambridge)
- Atheism در کرلی – Includes links to organizations and websites.
- Positive atheism: Great Historical Writings Historical writing sorted by authors.
- Religion & Ethics—Atheism at بی‌بی‌سی آنلاین.
- Secular Web library – Library of both historical and modern writings, a comprehensive online resource for freely available material on atheism.
- The Demand for Religion – A study on the demographics of Atheism by Wolfgang Jagodzinski (University of Cologne) and Andrew Greeley (University of Chicago and University of Arizona).
- Atheism at enotes.com

### فارسی
- «خداباوری یا خداناباوری:کدام یک عقلانی است؟»
- «آیا خداوند عادل است؟» مناظرهٔ سروش دباغ و زهیر باقری نوع‌پرست
- وبگاه مقالات ریچارد داوکینز به زبان فارسی
- وبگاه آتئیست ایران
- انجمن ایرانیان بی‌خدا
- وبگاه بی‌خدایان
- وبگاه درفش کاویانی
- وبگاه دهکده ایران